# Semana Santa en Huelva

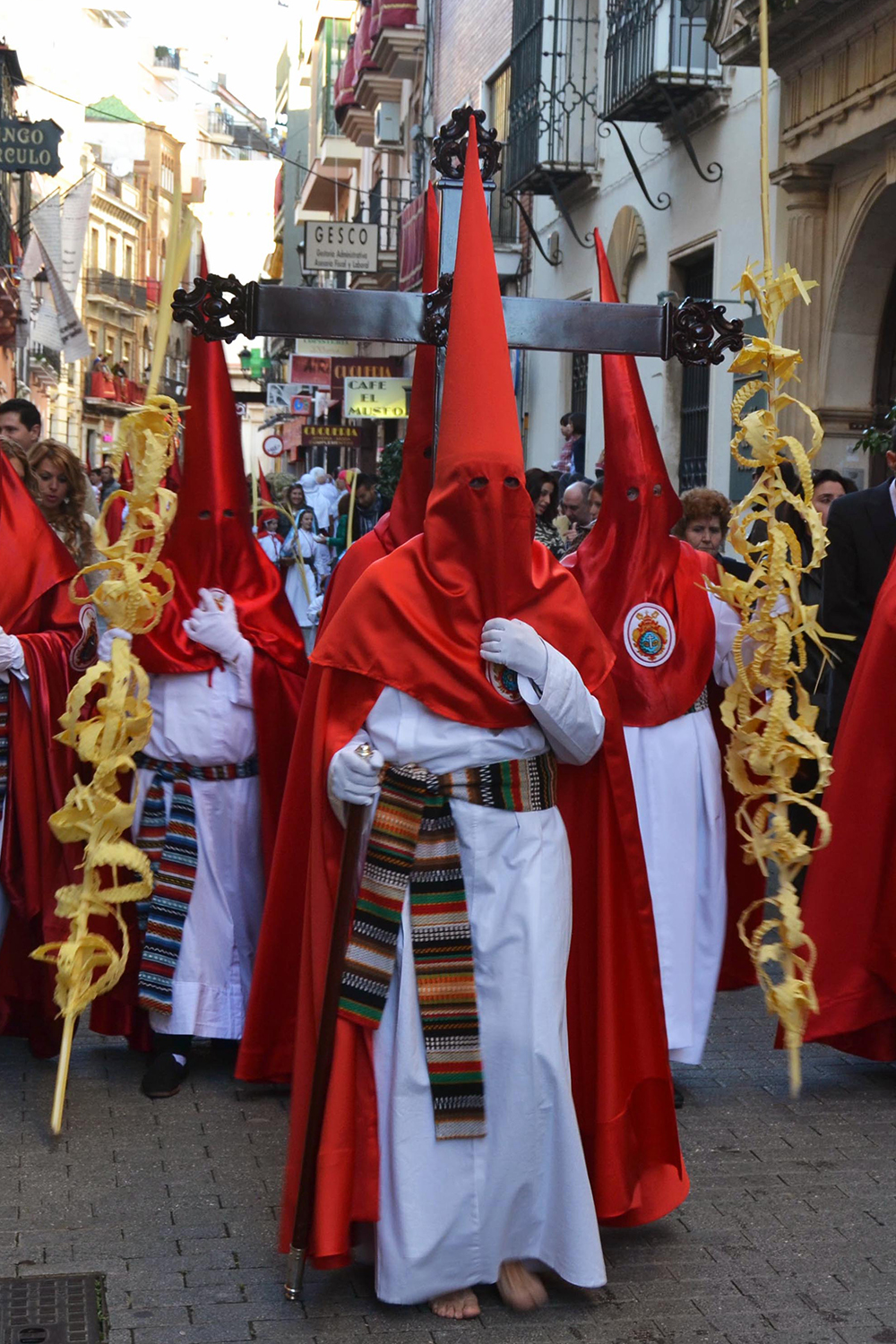
Nazarenos de la Hermandad de la Borriquita

La Semana Santa de Huelva representa la pasión, muerte y resurrección de Jesucristo con grupos escultóricos que procesionan sobre altares efímeros (pasos) por las calles de la ciudad, acompañados por penitentes y devotos. La salida procesional de una hermandad durante esta semana recibe el nombre de estación de penitencia y es el acto principal dentro de los que conforman la vida cultual de la Hermandad a lo largo del año entre los que destacan: novenas, triduos, quinarios, besamanos, veneraciones o Funciones Principales. Existen procesiones similares en otras ciudades de Andalucía, España. La patrona de la urbe, la Virgen de la Cinta figura como Protectora de las Hermandades de Huelva.
Los primeros datos de los que se tienen constancia son de 1536, haciéndose referencia a la virgen de los Dolores de la hermandad del Santo Entierro, teniendo esta imagen una devoción muy arraigada 
El Consejo de Hermandades y Cofradías de Huelva (fundado como Unión de Hermandades de Semana Santa en 1989 y como Consejo de Hermandades en 1997) es el órgano encargado de la regulación de las hermandades de la ciudad. En 2003 fue declarada de Interés Turístico Nacional de Andalucía, título de rango autonómico otorgado por la Junta de Andalucía.

## Consejo de Hermandades de la Ciudad de Huelva
El Consejo de Hermandades y Cofradías de la ciudad de Huelva es una organización sin ánimo de lucro que se constituyó para la organización y el buen discurrir de la Semana Santa. Con el paso de los años ha ido adquiriendo nuevas funciones, pero todas relacionadas con la correcta organización de los distintos actos que se realizan en torno a la Estación de Penitencia.  El actual Consejo se fundó el 14 de agosto de 1997, sustituyendo a la anterior Unión de Hermandades de Semana Santa de 1989. En la actualidad, el consejo lo conforma las 27 hermandades de penitencia de la ciudad, de las que 25 realizan Carrera Oficial. 
Esta Institución se rige por las normas descritas en unos Estatutos cuya última modificación aprobada en Palacio data de 2004. Sin embargo, en diciembre de 2021 el Pleno de Hermanos Mayores aprobó una modificación de este reglamento que aún no ha obtenido el visto bueno del Obispado. Según los Estatutos vigentes el Consejo tiene encargado la organización de varios eventos y actos, que son: 
- La Carrera Oficial de la Semana Santa, además de la gestión de los palcos y sillas de la misma.
- Regulación de horarios de las distintas hermandades.
- Via+Crucis (que se desarrolla en torno al mes de marzo o abril).
- Pregón de Semana Santa.
- Apertura y cierre del curso cofrade.

## Semana Santa

### Viernes de Dolores

#### Hermandad del Prado
La Hermandad de Penitencia de Nuestra Señora del Prado en su Dolor tiene su sede en una capilla propia perteneciente a la parroquia de San Pablo Apóstol. Fue fundada en 2009 como Asociación Cultural Cofrade y constituida Asociación Parroquial el 11 de enero de 2017. En 2019 fue erigida Hermandad de Penitencia. Nuestra Señora del Prado en su Dolor es obra del imaginero hispalense Rubén Fernández Parra de 2009. Procesiona el Viernes de Dolores por las calles de la Barriada del Higueral. Tiene la intención de incorporar el misterio de las Negaciones de San Pedro en un largo plazo.

#### Hermandad de la Lanzada
La Devota y Fervorosa Hermandad de Caridad y Cofradía de Nazarenos del Santísimo Cristo de la Sagrada Lanzada, María Santísima del Patrocinio, San Juan Evangelista y Nuestra Señora de los Dolores. Realiza cada Viernes de Dolores la salida de la Virgen de los Dolores (apodada Reina de las Colonias) por las calles de la barriada de las Colonias. 
La talla es obra de Manuel Domínguez Rodríguez de 1966.

### Sábado de Pasión

#### Asociación Parroquial de Nuestro Padre Jesús de la Bendición ante Caifás y María Santísima del Dulce Nombre y de la Paz.
Con sede actualmente en la Parroquia de San Rafael Arcángel. Todas las imágenes talladas para la hermandad, tanto del paso del Misterio (el Señor de la Bendición, los sumos sacerdotes Caifás y Anás, José de Arimatea, un esclavo negro y un soldado judío), como la Dolorosa del Dulce Nombre y la Paz, son obras del imaginero Juan Manuel Montaño. Actualmente procesiona solo el misterio de Jesús de la Bendición, que representa el juicio del Salvador del Mundo en el Sanedrín ante el Sumo Sacerdote Caifás.

#### Hermandad de la Vera + Cruz y Oración
El Santísimo Cristo de la Vera + Cruz perteneciente a la Muy Antigua, Real, Ilustre y Seráfica Hermandad Sacramental y Archicofradía de Nazarenos de la Santa Vera Cruz, Sagrada Oración de Nuestro Señor en el Huerto y Nuestra Madre y Señora de los Dolores Coronada procesiona acompañado de la Legión Española cada tarde de Sábado de pasión desde el año 2019. Es uno de los eventos más importantes de la Semana Santa de Huelva atrayendo a multitud de gente a las calles de la ciudad. 
En esta salida se recuerda a la que hasta mediados del siglo XIX realizaba la Hermandad de la Vera + Cruz, la advocación más antigua de la ciudad junto con el Santo Entierro y titular de la más antigua cofradía de la parroquia de la Inmaculada Concepción. Tras la pérdida de la imagen en 1936 la talla se volvió a realizar en 2004 por Mariano Sánchez del Pino.

### Domingo de Ramos

#### Hermandad de la Borriquita
La Devota Hermandad de la Entrada Triunfal de Jesús en Jerusalén y Nuestra Señora de los Ángeles (La Borriquita) tiene su sede en la Parroquia de San Pedro.
Fue fundada en 1945 por el historiador y cronista local Diego Díaz Hierro junto a Manuel Toscano Toscano, Manuel Toscano Llamas, Arturo López Damas, Antonio Bobo Mir, Manuel Martínez Muñoz, antiguos alumnos del colegio de los Maristas, con la intención de tener su sede en la capilla del centro escolar. La negativa de la comunidad religiosa les llevó a solicitar acogida en la Parroquia del Corazón de Jesús. La propuesta no cuajó ya que su párroco deseaba contar con una hermandad de silencio en su feligresía, lo que chocaba con el carácter bullicioso de una hermandad infantil. Finalmente encontraron acomodo en la Parroquia de San Pedro.
Las imágenes de Cristo entrando en Jerusalén y los dos asnos son de Antonio León Ortega, quien también realizó la imagen del niño hebreo Felipe que fue retirada del conjunto al ser remodelado por Elías Rodríguez Picón. Suyas son las tallas de los apóstoles Juan, Pedro y Santiago, dos niños y una mujer arrodillada. El paso, de madera dorada, es del taller de Miguel Hierro Barreda.

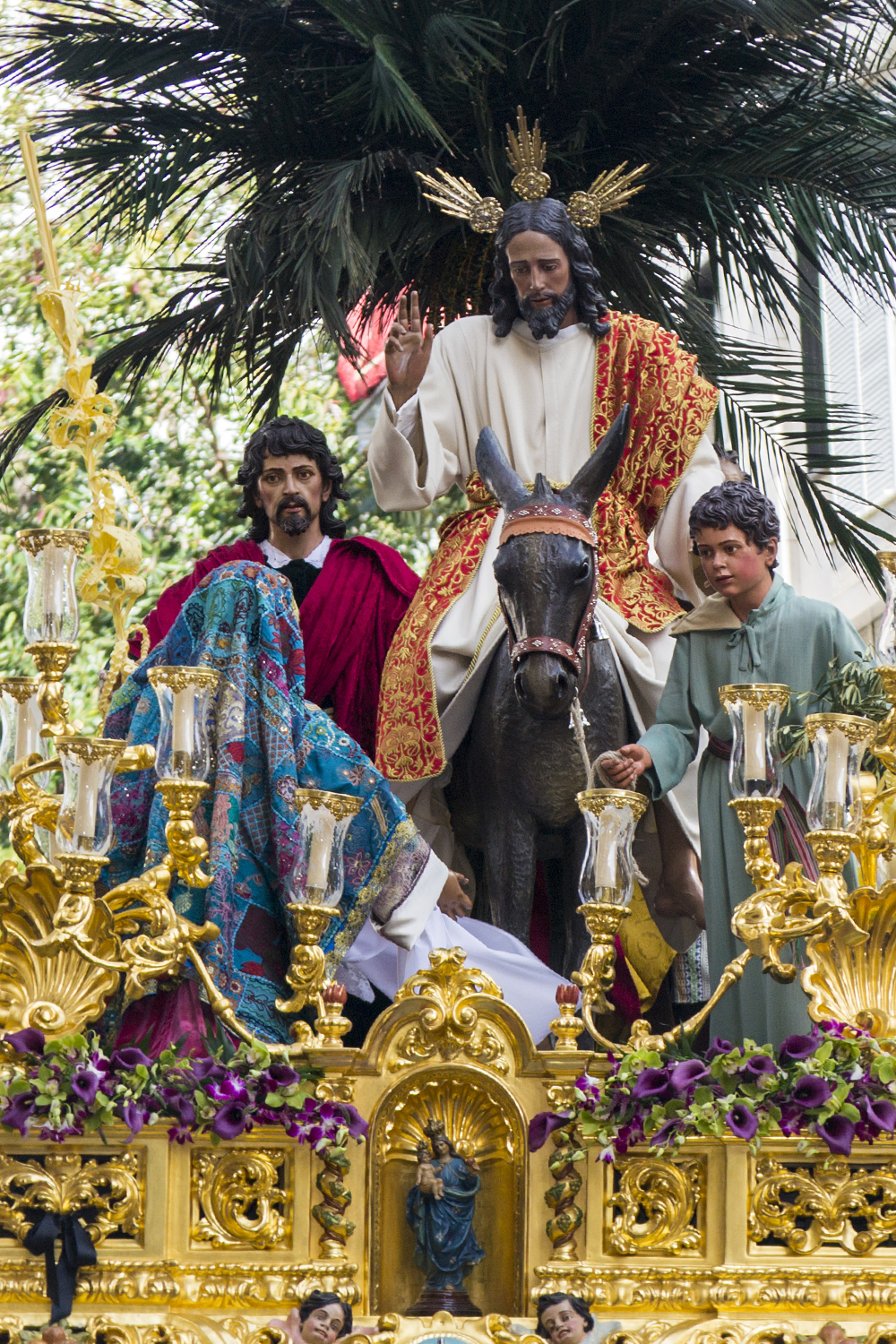
Misterio de la Entrada Triunfal de Jesús en Jerusalén

La imagen del Señor de la Entrada Triunfal en Jerusalén fue bendecida el 6 de enero de, fiesta de la Epifanía del Señor, de 1947, meses después de la fundación de la Hermandad. El 18 de enero de 2022 el Ayuntamiento de Huelva concedió al titular de La Borriquita la Medalla de Huelva con motivo del septuagésimo quinto aniversario de la erección canónica y primera salida de la cofradía.
Nuestra Señora de Los Ángeles es de Antonio León Ortega de 1949. Es la única Virgen que procesiona en la Semana Santa onubense sin que su rostro muestre dolor por la muerte de Jesús. Su palio se encuentra en proceso de bordado. Las bambalinas son de Rafael Infantes y el techo de palio, estrenado en 2022 de Pedro Palenciano, que ha proyectado el resto de bordado a plasmar en los próximos años.

#### Hermandad de la Sagrada Cena
La Dominica, Real, Ilustre, Fervorosa y Primitiva Hermandad Sacramental y Cofradía de Nazarenos de la Sagrada Cena, Santísimo Cristo del Amor, María Santísima del Rosario en sus misterios Dolorosos y Gloriosos y Santo Domingo de Guzmán tiene su sede en la parroquia del Sagrado Corazón de Jesús.
Fue fundada por un grupo de funcionarios municipales en 1948. Desde el año 1978 es la Primitiva hermandad Sacramental como rezan sus estatutos al convertirse en la primera hermandad en adquirir el carácter sacramental en la diócesis, por lo que colabora en la organización de la procesión del Corpus. Se encuentra agregada a la Orden Dominica, que le cedió una reliquia de Santo Domingo de Guzmán. Tiene como hermanos honorarios al Cuerpo Nacional de Policía que otorgaron a María Santísima del Rosario la Cruz con distintivo blanco.
El Santísimo Cristo del Amor (1949) es obra de Antonio León Ortega y los apóstoles son obra de Enrique Galarza del año 1951, aunque han sido reformados en varias ocasiones. María Santísima del Rosario en sus misterios Dolorosos fue realizada por Antonio León Ortega en 1954, mientras que la gloriosa (que procesiona en el mes de octubre) es de finales del siglo XVIII o principios del XIX siendo de autor anónimo.
Entre su patrimonio destaca el paso de palio con bordados de taller Suay y orfebrería de Juan Borrero, con un magnífico techo de palio y una corona procesional de dicho taller.
La Virgen del Polvorín cuenta con varias sayas bordadas, con una toca de sobremanto de Francisco Carrera Iglesias y con una extensa colección de rosarios.

#### Hermandad de la Redención
Su nombre completo es Hermandad de Nuestra Señora de los Desamparados y Seráfica Cofradía de Nazarenos del Santísimo Cristo de la Preciosa Sangre, Nuestro Padre Jesús de la Redención y María Santísima del Dulce Nombre en su Mayor Aflicción. Se fundó como hermandad de gloria en 1983 y como hermandad de penitencia en el 2000. Tiene su sede en la parroquia de Cristo Sacerdote.
El Jesús portando la cruz fue realizado en el 2000 por Elías Rodríguez Picón. Junto a él está la Virgen del Dulce Nombre (década de los 2000), el apóstol Juan (2005) y un ángel (2003) recoge su sangre en un cáliz. Estas tres imágenes también son de Elías Rodríguez.
La hermandad tiene también como titular al Jesús de la Preciosa Sangre. Representa a Jesús sentado antes de ser crucificado. Fue realizada por Elías Rodríguez en 2009. También tiene una Virgen de los Desamparados realizada por Enrique Pérez Saavedra en 1982.

#### Hermandad de los Mutilados

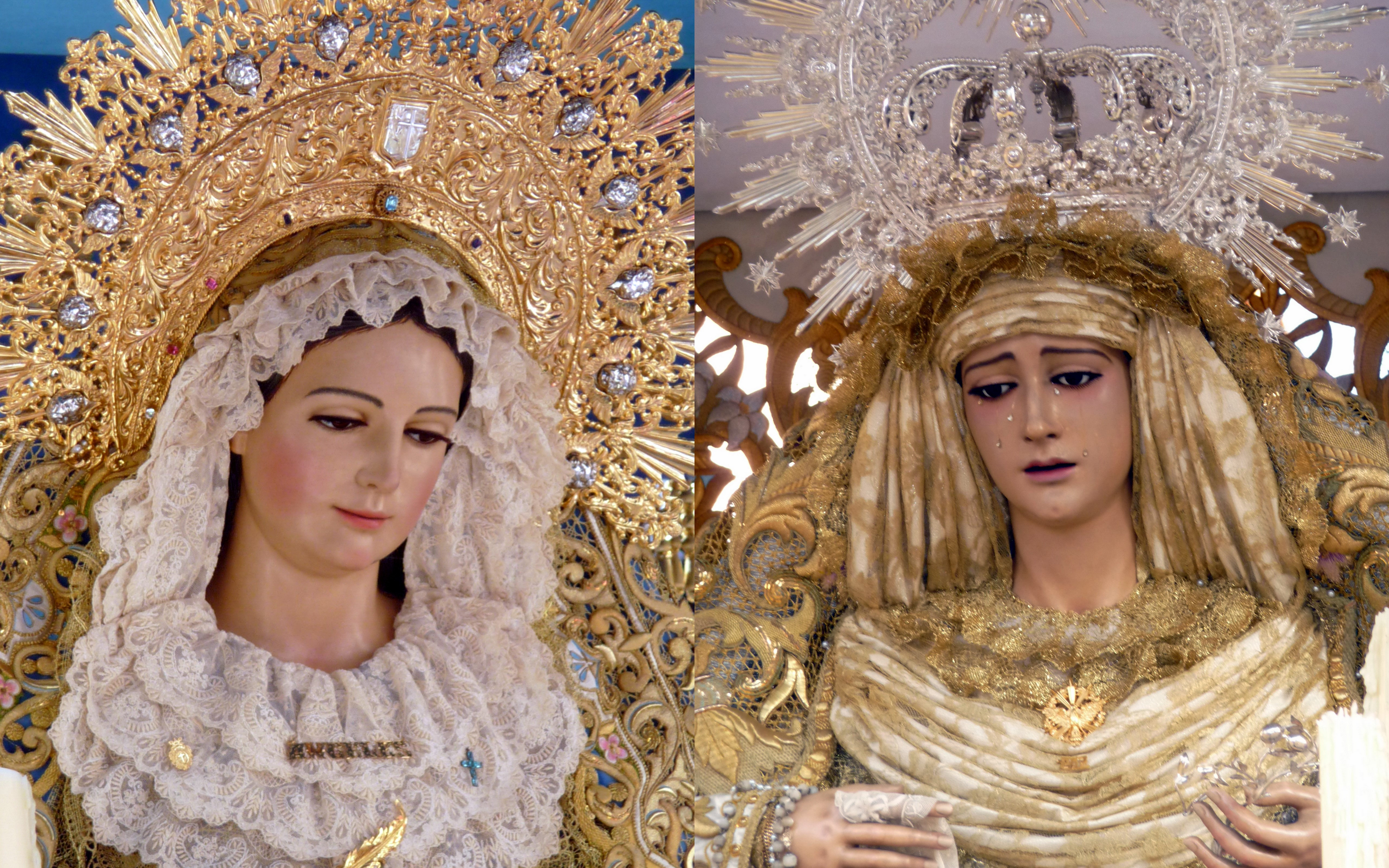
La Virgen de los Ángeles, de la Hermandad de la Borriquita, y la Virgen de La Paz, de la Hermandad de los Mutilados

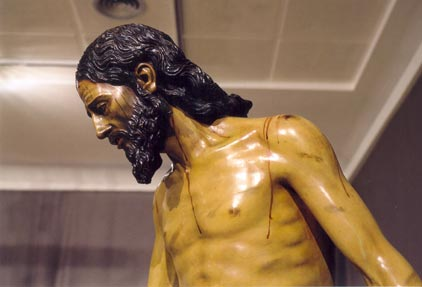
Cristo de la Victoria, titular de la Hermandad de los Mutilados

Su nombre completo es Real e Ilustre Hermandad y Cofradía de Nazarenos del Santísimo Cristo de la Victoria Despojado de sus Vestiduras, Nuestra Señora de la Paz y San Rafael Arcángel. Tiene su sede en la Parroquia de San Sebastián. Fue fundada en 1943 por excombatientes de la Guerra Civil (a los heridos se les daba el título de Caballero Mutilado). Tanto el Santísimo Cristo de la Victoria como la Virgen de la Paz son obras del imaginero ayamontino Antonio León Ortega y datan de 1945 y 1944, respectivamente. La Virgen fue restaurada por Luis Álvarez Duarte en 1992.

### Lunes Santo

#### Hermandad del Perdón
La Hermandad Sacramental de Culto, Penitencia y Caridad y Cofradía de Nazarenos del Santísimo Cristo del Perdón, María Santísima del Amor Misericordioso y Nuestra Señora de los Dolores; Se funda en 1984 por grupo de jóvenes, que después de realizar una representación teatral de la Pasión de Cristo en la parroquia de Santa Teresa de Jesús, tienen la idea de formar una hermandad con la imagen que se venera en dicho templo. Procesiona los Lunes Santo desde 2009 (anteriormente realizaba su salida en la Madrugá).
El Santísimo Cristo del Perdón, obra de Juan Abascal Fuentes en 1981 procesiona en su paso de misterio junto a María Santísima del Amor Misericordioso y otras tallas como San Juan Evangelista, María Magdalena, el Centurión Longinos y otros dos Soldados Romanos Más; tallas de Martín Lagares en 2021.
Nuestra Señora de los Dolores, obra de Manuel Vergara Herrera en 1943 procesiona en su paso de palio desde 2022. Anteriormente procesionaba junto a San Juan Evangelista en el paso del Santísimo Cristo del Perdón.

#### Hermandad del Cautivo
Su nombre completo es Trinitaria Hermandad de Penitencia de Nuestro Padre Jesús Cautivo y María Santísima de la Misericordia. Fue fundada en 1981 y tiene su sede en la capilla del Cautivo. El Jesús maniatado es obra de Antonio León Ortega de 1985. Fue remodelado por Francisco Márquez "El Cano" en 1995. La Virgen es obra de Enrique Pérez Saavedra de 1984.
Santo Cristo Cautivo: Iconografía: Jesús es abandonado por sus discípulos tras ser prendido en el Huerto de los Olivos. 
Autoría: Obra de Antonio León Ortega del año 1984. La imagen posteriormente fue retallada y remodelada por Francisco Márquez en 1995. En 2005,  Enrique Pérez Saavedra, Ana Beltrán Ruiz y Verónica García Piedad le aplicaron una nueva policromía. 
Paso: Obra de estilo neobarroco, realizado en madera de caoba por Francisco Márquez 'El Cano' (1993) y posteriormente dorado. En las esquinas, figuran los rostros de los cuatro evangelistas.
Capataz: José Antonio Vargas y José Luis Cabo
Música: Banda de Cornetas y Tambores Cristo de la Expiración (Salud y Esperanza).
María Santísima Madre de la Misericordia:
Autoría: La imagen es obra de Enrique Pérez Saavedra. Fue bendecida el 17 de marzo de 1984. La restauración fue llevada a cabo por su autor. Al igual que el Cristo, fue sometida a una intervención de conservación a cargo de las restauradoras Ana Beltrán Ruiz y Verónica García Piedad (2005), quienes cambiaron el candelero y limpiaron su policromía. Asimismo, Elías Rodríguez Picón restauró uno de sus brazos y otros elementos en 2011. 
Palio: Los respiraderos del Palio se encargaron a la Orfebrería Ramos y cuenta con figuras de la Virgen de la Cinta, la Virgen del Pilar y la Virgen de los Milagros. En años correlativos se fue complementando con varales, candelería y faroles de cola de Ramón León Peñuelas. El conjunto fue bordado por Francisco Seda. El cielo del palio cuenta con pinturas de José Romero Benítez. Capataz:  Emilio González Lobato
Música: Banda de Música Virgen de las Mercedes.

#### Hermandad de las Tres Caídas

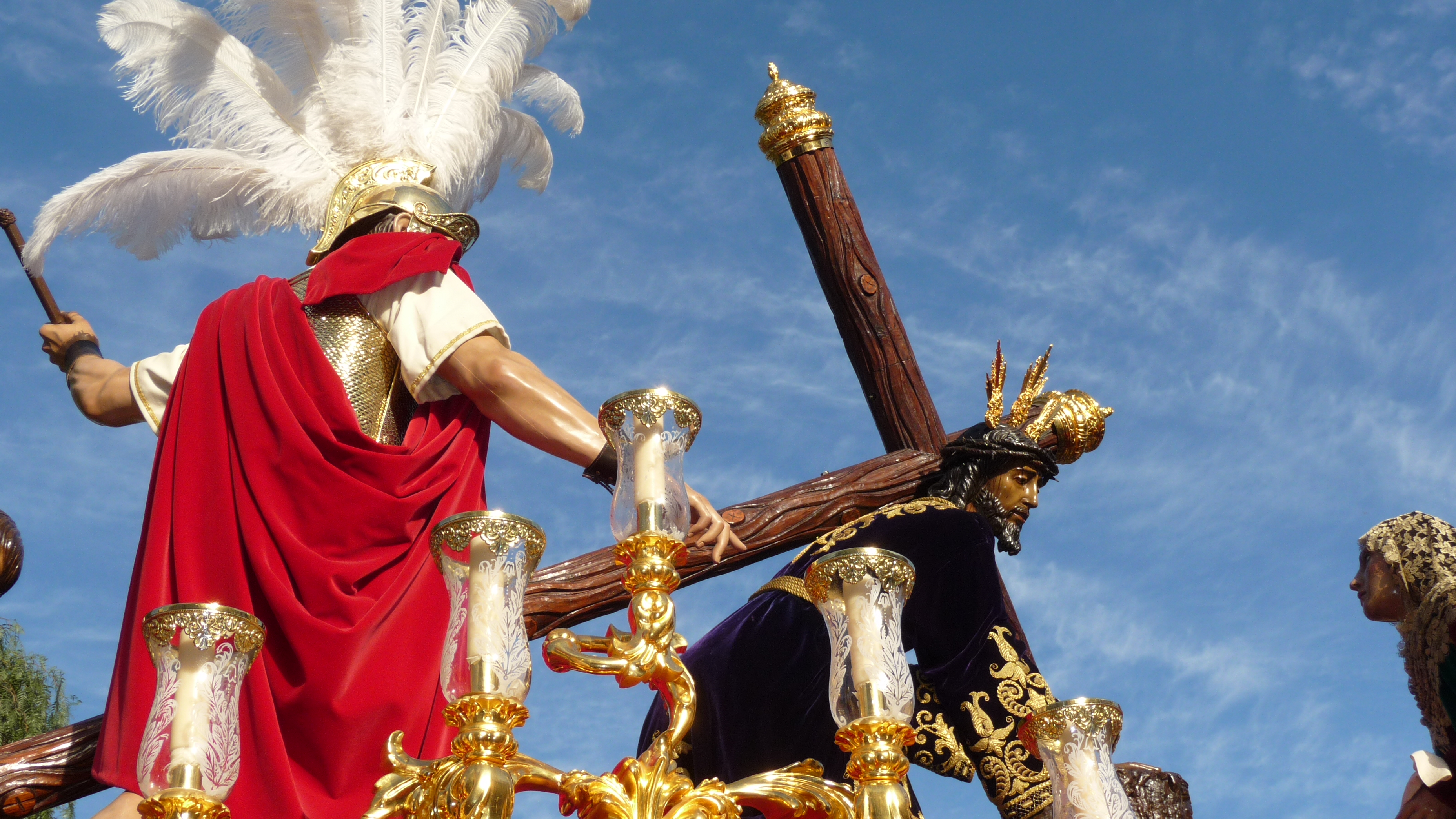
Nuestro Padre Jesús de las Tres Caídas

El nombre completo es Ilustre Hermandad de Nuestro Padre Jesús de las Penas en sus Tres Caídas, María Santísima del Amor y del Glorioso Apóstol Santiago. Los inicios de la Hermandad fueron en la iglesia de la Milagrosa, teniéndose que trasladar al Polvorín debido a que las dimensiones de la puerta de la parroquia eran demasiado pequeñas para facilitar la salida de los pasos. Tanto el Jesús de las Penas en sus Tres Caídas como la Veronica fueron realizadas en 1945 y María Santísima del Amor en 1949, todas ellas debidas a la gubia de Antonio León Ortega. 
Está hermanada con la Hermandad Matriz de Montemayor, la cual le otorgó la medalla de honor de la Hermandad en el 2002. Sin duda alguna, uno de los momentos más esperado por los cofrades onubenses es la subida de la Cuesta de las Tres Caídas. Son muy características las bambalinas del paso de palio, al contar éstas, con pinturas representando los misterios de la Virgen, con la única excepción de la tercera Caída del Señor, misterio que representa esta Hermandad. En 2010 se incluye a Santiago Apóstol como titular de la Hermandad y de igual manera ese mismo año la corporación se agrega a la Archicofradía Universal del Glorioso Apóstol Santiago. Su Majestad la Reina de España, Doña Sofía, es Camarista honoraria de la Virgen del Amor. Fue fundada en julio de 1944, siendo su primera sede canónica la Iglesia de la Milagrosa.

#### Hermandad del Calvario
Su nombre completo es Posconciliar Hermandad y Seráfica Cofradía de San Francisco de Asís, Nuestro Padre Jesús del Calvario y María Santísima del Rocío y Esperanza. Fue fundada en 1972 y tiene su sede en la Capilla de Nuestro Padre Jesús del Calvario, en el centro de la capital. En sus inicios, la hermandad tenía como sede canónica en la Parroquia de Nuestra Señora de los Dolores, en el barrio de las Colonias. Nuestro Padre Jesús del Calvario es obra de León Ortega de 1972 y representa el sufrimiento de Jesús desde el momento que acepta la cruz. Por su parte, María Santísima del Rocío y Esperanza es obra de Sebastián Santos Rojas de 1974.

### Martes Santo
Hermandad de la Salud
Su nombre completo es Hermandad Sacramental y Cofradía de Nazarenos de Nuestro Padre Jesús de la Sentencia en su Presentación al Pueblo, Nuestra Señora de la Salud y San Francisco de Asís. Fue fundada como hermandad de gloria en 1976 y pasó a ser de penitencia en el año 2000. Tiene su sede en la parroquia de San Francisco de Asís, en el barrio de Pérez Cubillas. Nuestro Padre Jesús de la Sentencia es obra de David Valenciano Larios de 1998. Fue reformado en 2010 por el mismo autor. La Virgen de la Salud también es obra de Valenciano Larios del 2000 y fue reformada por el mismo autor en varias ocasiones.

#### Hermandad de la Lanzada

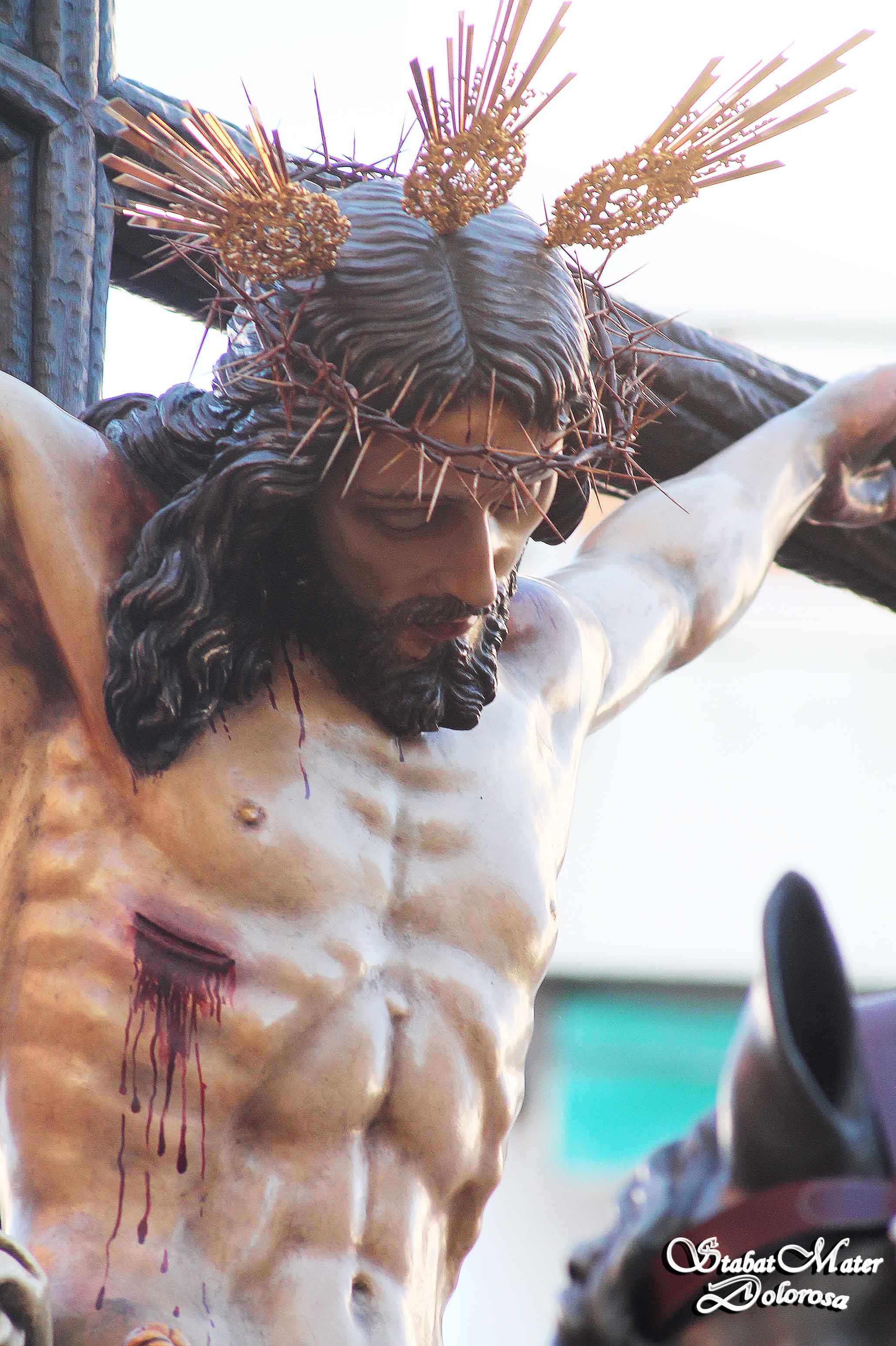
Santísimo Cristo de la Sagrada Lanzada

Su nombre completo es Devota y Fervorosa Hermandad de Caridad y Cofradía de Nazarenos del Santísimo Cristo de la Sagrada Lanzada, María Santísima del Patrocinio, San Juan Evangelista y Nuestra Señora de los Dolores. Tiene su sede en la Parroquia de Nuestra Señora de los Dolores. El crucificado es obra Joaquín Moreno Daza de 1986 y procesiona junto a la Virgen del Patrocinio, realizada por Moreno Daza en 1992. La Virgen de los Dolores (apodada Reina de las Colonias) 
es obra de Manuel Domínguez Rodríguez de 1966.

#### Hermandad de los Estudiantes
Su nombre completo es Hermandad de Penitencia y Cofradía de Nazarenos del Santísimo Cristo de la Sangre, Nuestra Señora del Valle, San Sebastián Mártir y Beata Ángela de la Cruz. Fue fundada en 1949 y tiene su sede en la Parroquia de San Sebastián. Tiene una estrecha relación con la Universidad de Huelva. El crucificado fue realizado por Antonio León Ortega en 1949. La Virgen del Valle es obra del mismo autor de 1956.

#### Hermandad de Pasión

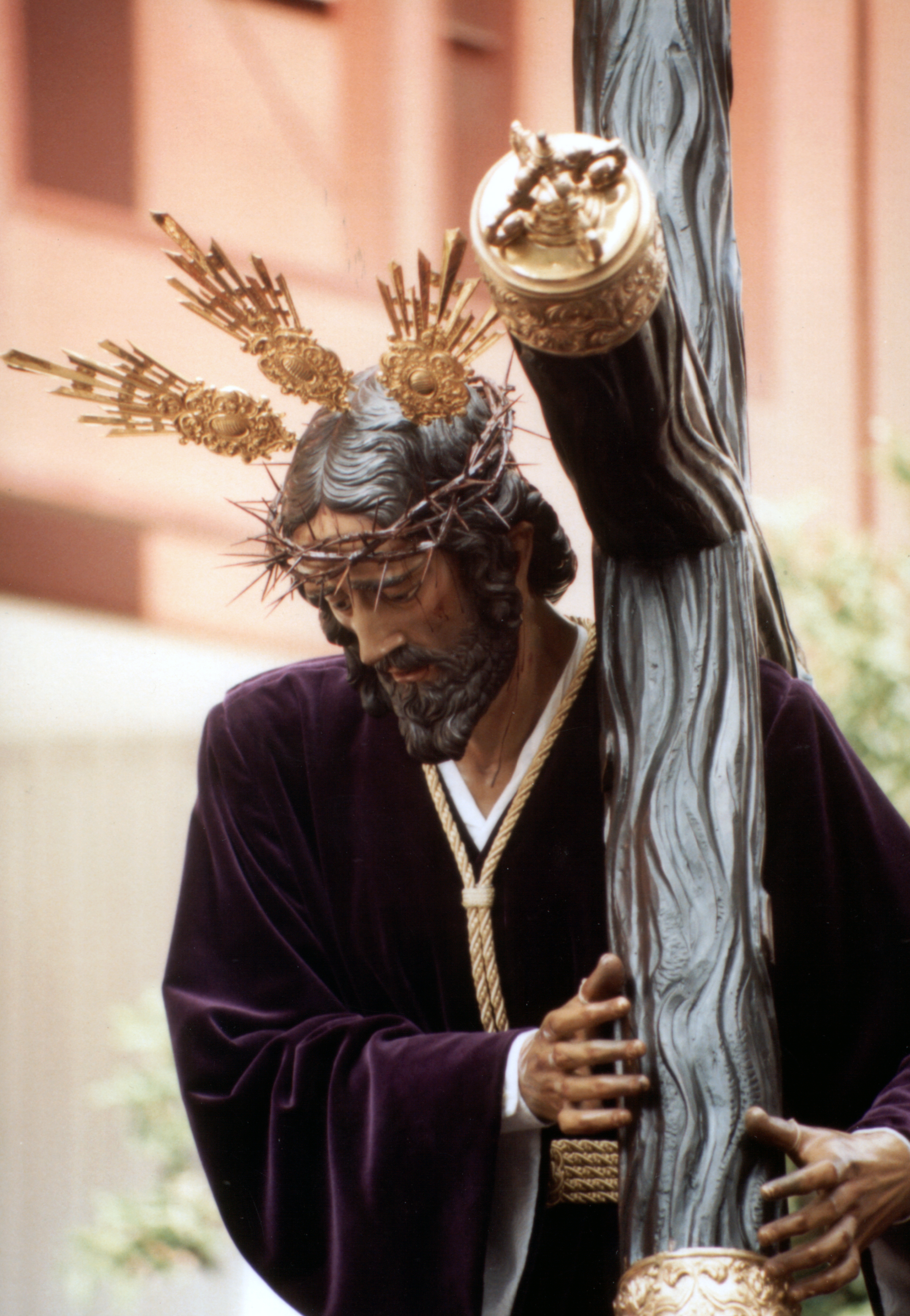
Nuestro Padre Jesús de la Pasión

Su nombre completo es Real e Ilustre Hermandad Sacramental de Nuestro Padre Jesús de la Pasión y María Santísima del Refugio. Tiene su sede en la Santa Iglesia Parroquial Mayor y Más Antigua del Apóstol San Pedro. La Hermandad es fruto de la fusión de dos corporaciones, La Venerable Archicofradia del Santísimo Sacramento De San Pedro, de 1536 y la Hermandad penitencial de Pasión, de 1918, quedando estas fusionadas oficialmente en 1987, pasando a ser la Primitiva Hermandad de la Diócesis de Huelva. La actual imagen del Señor es obra de Infantes Reina de 1938 y la Virgen del Refugio es una obra anónima del siglo XVIII. Ambas imágenes reciben culto en su capilla situada en la Parroquia Mayor de San Pedro.
El Señor recibió en reconocimiento a su devoción, la medalla de la ciudad el día 26 de septiembre de 2009, en un multitudinario acto celebrado en la Plaza de San Pedro.

### Miércoles Santo

#### Hermandad del Prendimiento
Su nombre es Carmelita Hermandad y Cofradía de Penitencia de Nuestro Padre Jesús del Prendimiento, Traicionado por Judas y María Santísima de la Estrella. Fue fundada en 1987 y tiene su sede en la parroquia de Nuestra Señora del Carmen. El Jesús fue realizado por José Manuel Bonilla Cornejo en 1989. El resto de esculturas del paso de misterio fueron realizadas por Rubén Fernández Parra de 2007. La Virgen de la Estrella es titular, pero no procesiona. Es obra de Bonilla Cornejo de 2001. En el año 2005, la Armada Argentina, muy vinculada a la hermandad, le hizo entrega de la medalla de la Cruz Laureada y de un fajín de la Armada. La hermandad también tiene como titular a una Virgen de gloria, bajo la advocación del Carmen y que procesiona el 16 de julio, día de su festividad. Es obra de Bonilla Cornejo.

#### Hermandad de la Santa Cruz
Su nombre completo es Cofradía de la Santa Cruz, Santo Sudario de Nuestro Señor Jesús de la Providencia y María Santísima Madre de Gracia.
Tiene su sede en la Parroquia de la Purísima Concepción. El Cristo es obra de Mario Ignacio Moya de 2005. El resto de las figuras del paso del Cristo son también de Moya, con la excepción del apóstol Juan y de María Santísima, obra de Elías Rodríguez de 1999.

#### Hermandad de la Victoria

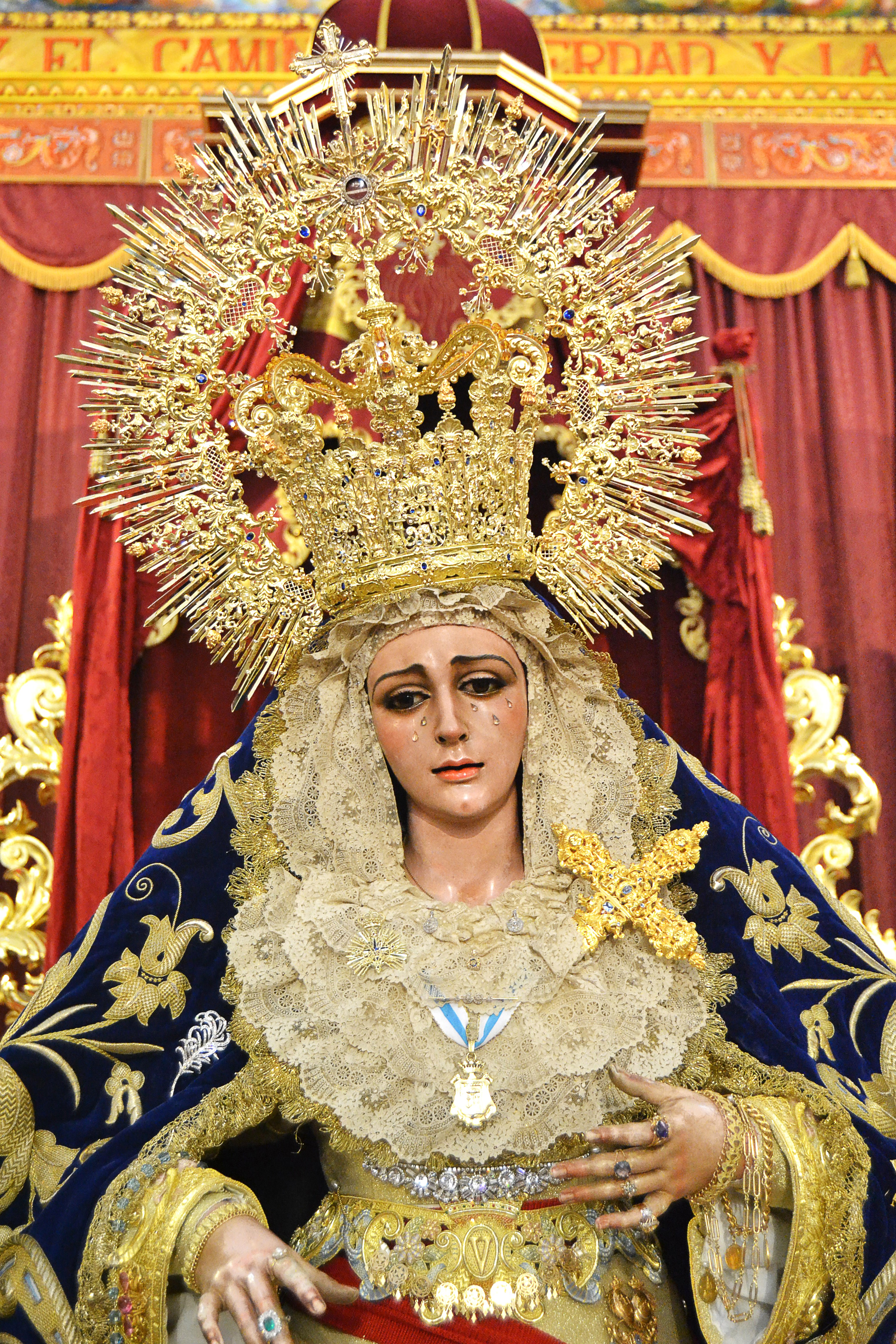
María Santísima de la Victoria

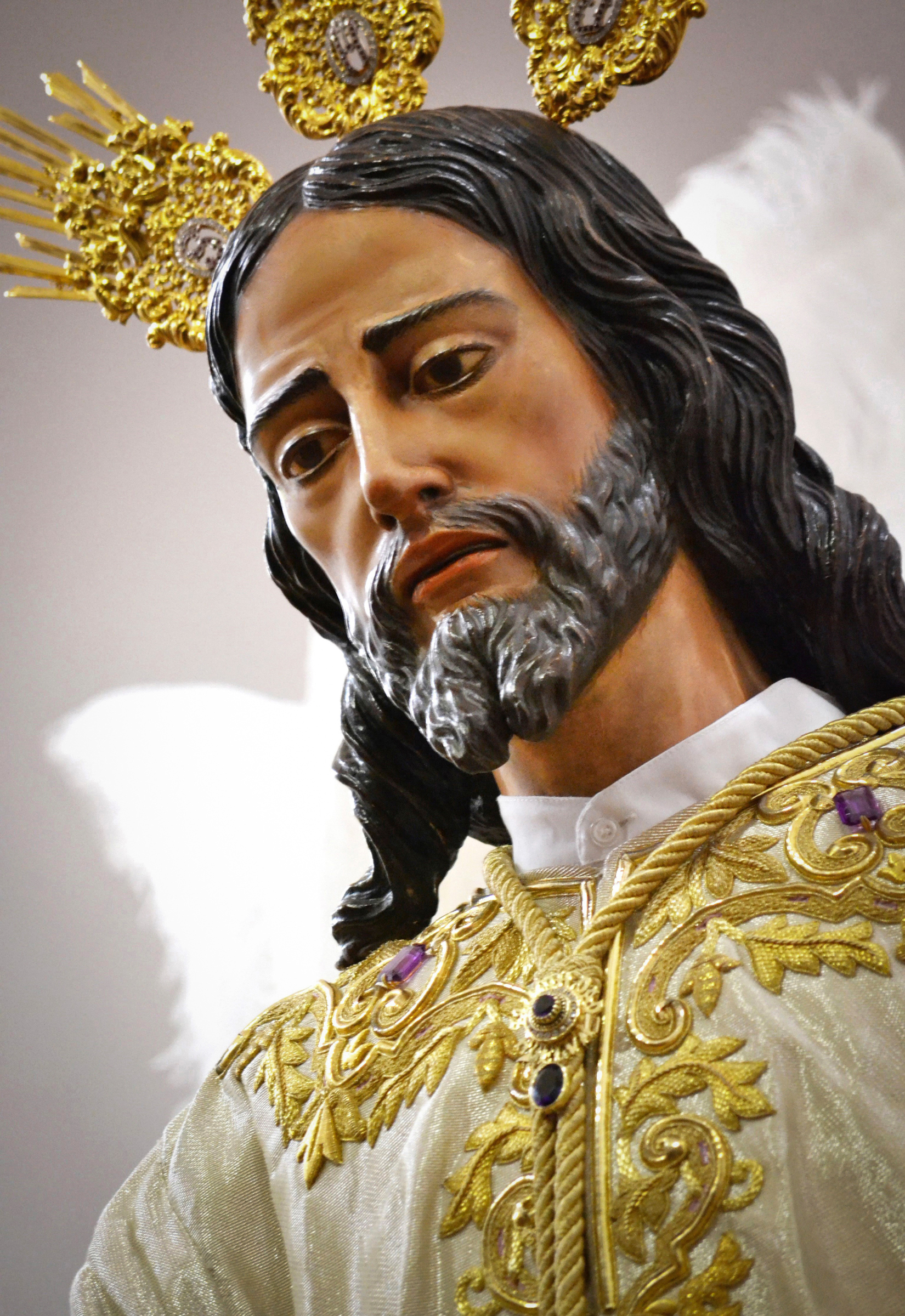
Nuestro Padre Jesús de la Humildad

Su nombre completo es Real, Antigua, Ilustre y Fervorosa Hermandad de Nuestro Padre Jesús de la Humildad en el Desprecio de Herodes, María Santísima de la Victoria Coronada y San Juan Evangelista. Tiene su sede en la parroquia del Sagrado Corazón de Jesús. Fue fundada por feligreses de la parroquia en 1939.
Nuestro Padre Jesús de la Humildad es obra de Antonio León Ortega de 1942. La actual Virgen de la Victoria fue realizada por Luis Álvarez Duarte en 1968, aunque las manos fueron realizadas por Antonio Eslaba Rubio ese mismo año. Fue coronada canónicamente en el año 2012.

#### Hermandad de la Esperanza

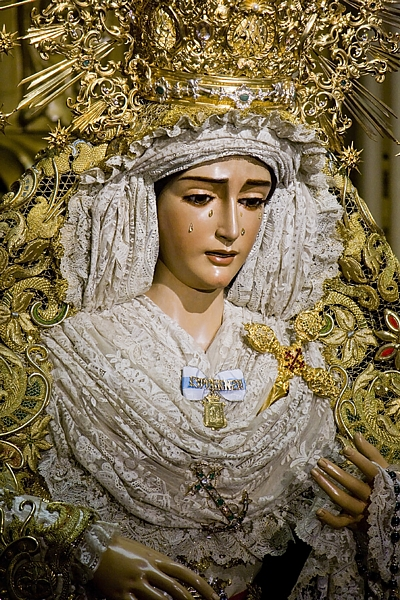
Nuestra Señora de la Esperanza

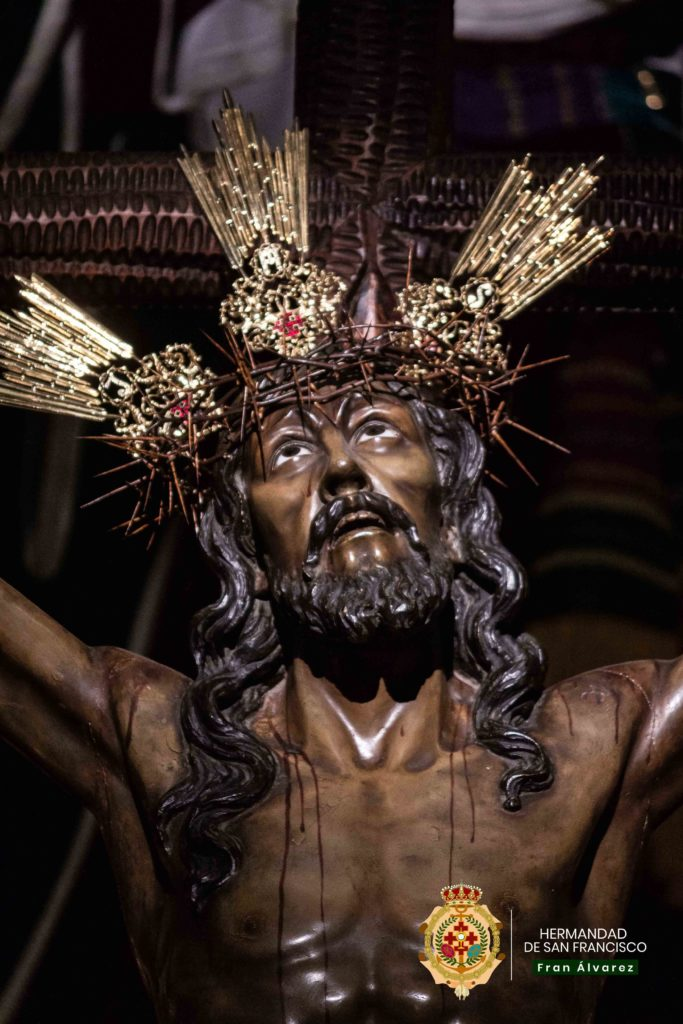
Santísimo Cristo de la Expiración

Su nombre completo es Real e Ilustre Hermandad Sacramental de San Francisco, Pura y Limpia Concepción de Nuestra Señora y Cofradía de Nazarenos del Santísimo Cristo de la Expiración, María Santísima del Mayor Dolor, San Juan Evangelista y Nuestra Señora de la Esperanza Coronada Fue fundada en el año 1894 por pescadores en la parroquia de San Francisco pero desde 1979 tiene un templo propio: la Capilla de Santa María de la Esperanza.
El crucificado de la Expiración fue realizado por Ramón Chaveli en 1939. En el paso de misterio están a los pies de la cruz la Virgen del Mayor Dolor, obra de Castilla Jiménez de 1938; María Magdalena, realizada por Ángel Álvarez en 1870 y el apóstol Juan, obra de Joaquín Gómez del Castillo. La Virgen de la Esperanza es obra de Joaquín Gómez del Castillo de 1939. En el año 2000 fue coronada canónicamente, siendo la primera dolorosa de la ciudad en hacerlo. En el año 2012 fue restaurada en Madrid por los hermanos Cruz Solis.

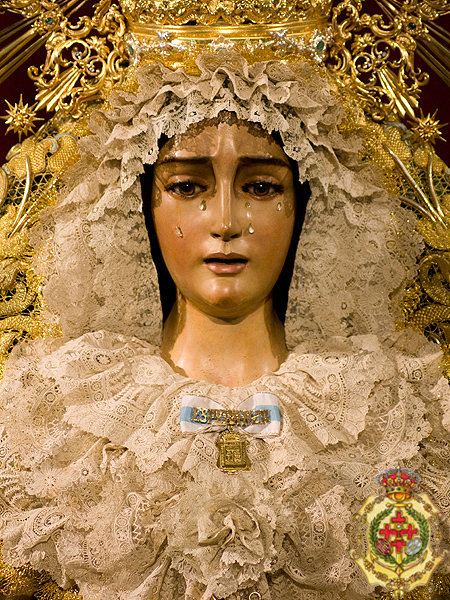
Nuestra Señora de la Esperanza

### Jueves Santo

#### Hermandad de la Vera + Cruz y Oración
Muy Antigua, Real, Ilustre y Seráfica Hermandad Sacramental y Archicofradía de Nazarenos de la Santa Vera Cruz, Sagrada Oración de Nuestro Señor en el Huerto y Nuestra Madre y Señora de los Dolores Coronada.
Tiene su sede en la iglesia de la Purísima Concepción. La Hermandad de la Vera Cruz se fundó en el siglo XVI y la Hermandad de la Oración en el Huerto se fundó en 1922. Ambas se fusionaron en 1939. Jesús en la Oración el Huerto fue realizado por Luis Ortega Bru en 1977. El resto de esculturas del misterio son obra de Luis Ortega de 1978, salvo el ángel, que es obra de León Ortega de 1943. El Cristo de la Vera Cruz es un crucificado obra de Mario Sánchez del Pino de 2004, actualmente procesiona el Sábado de Pasión junto a la Legión Española. La Virgen de los Dolores es obra de Luis Álvarez Duarte de 1967, y fue coronada canónicamente en 2015 se caracteriza por el plateado de su palio y manto.

#### Hermandad de la Misericordia

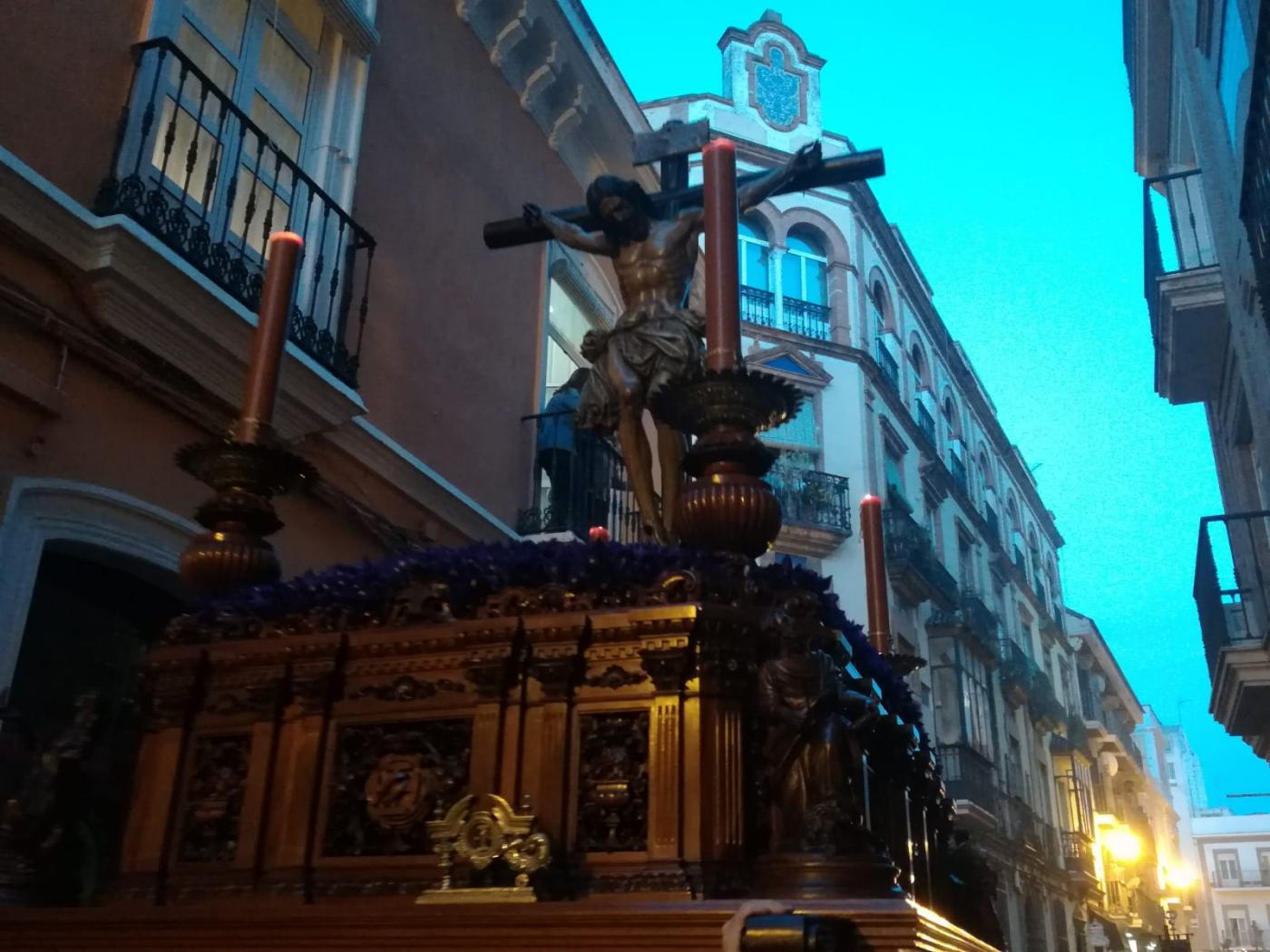
Cristo de la Misericordia

Su nombre completo es Hermandad de Culto y Apostolado del Dulce Nombre de Jesús y Cofradía de Penitencia del Santo Cristo de la Misericordia, María Santísima de la Concepción y San Juan Evangelista. Fue fundada en 1982 y tiene su sede en la iglesia del Santo Cristo de la Misericordia. El crucificado es obra de Gabriel Cuadrado Díaz de 1983. La Virgen es obra de Juan Manuel Miñarro López de 1996.

#### Hermandad de la Buena Muerte

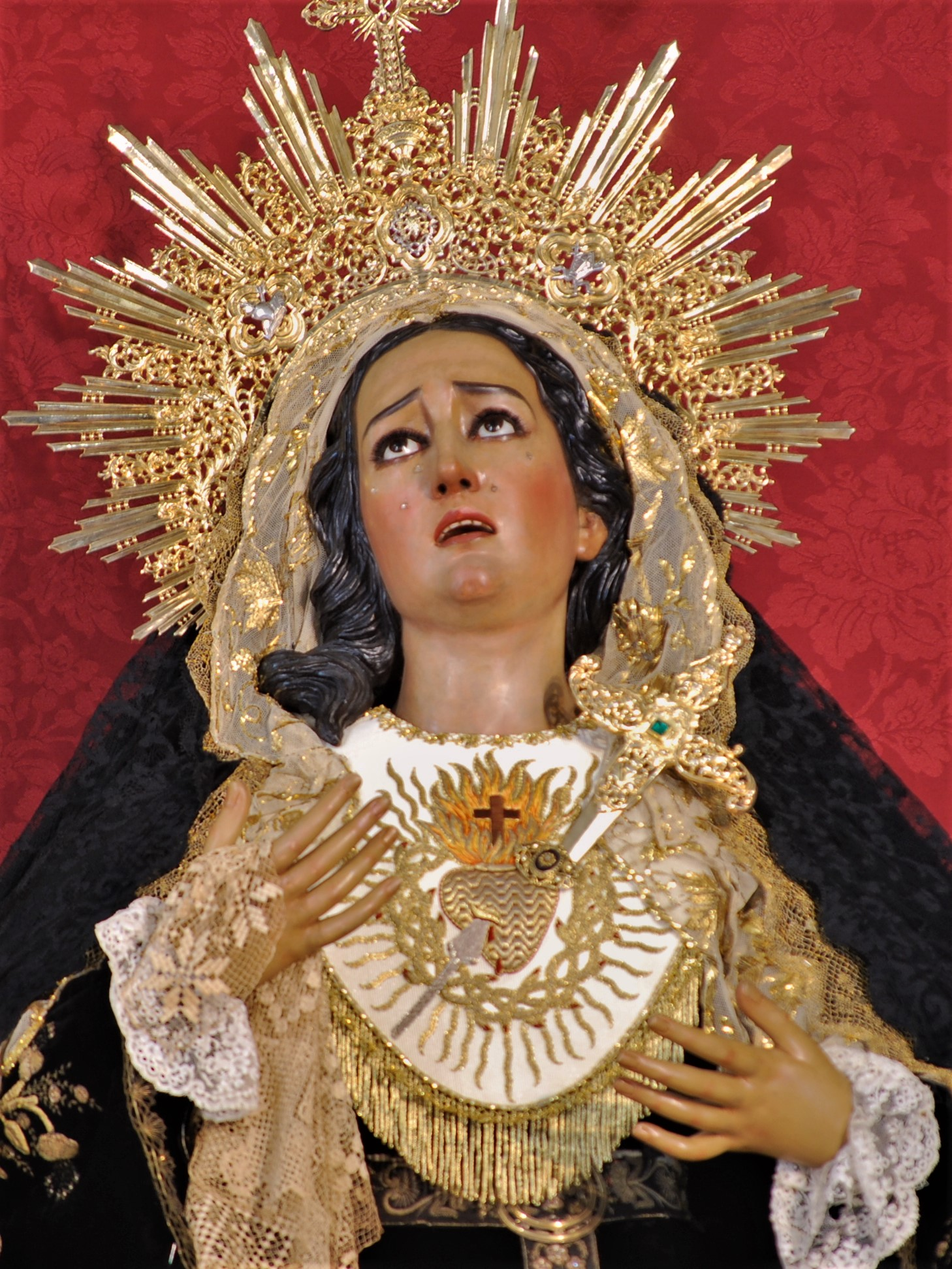
Nuestra Madre de la Consolación y Correa en sus Dolores

Su nombre completo es Ilustre y Agustiana Hermandad del Santísimo Cristo de la Buena Muerte y Nuestra Madre de la Consolación y Correa en sus Dolores. Tiene su sede en la iglesia de Santa María de Gracia, sita en un convento de agustinas. Fue fundada en 1916. El Cristo es obra de Joaquín Gómez del Castillo de 1941. En otro paso procesiona la Virgen de la Consolación. La Virgen no va en un paso de palio, sino en un paso de misterio en el que contempla la cruz. Es una obra de Joaquín Gómez del Castillo de 1940. En 2016 se celebró el centenario de la fundación de la Hermandad, en el que procesionó la Virgen en el paso de palio de la Hermandad de la Esperanza

#### Hermandad de los Judíos

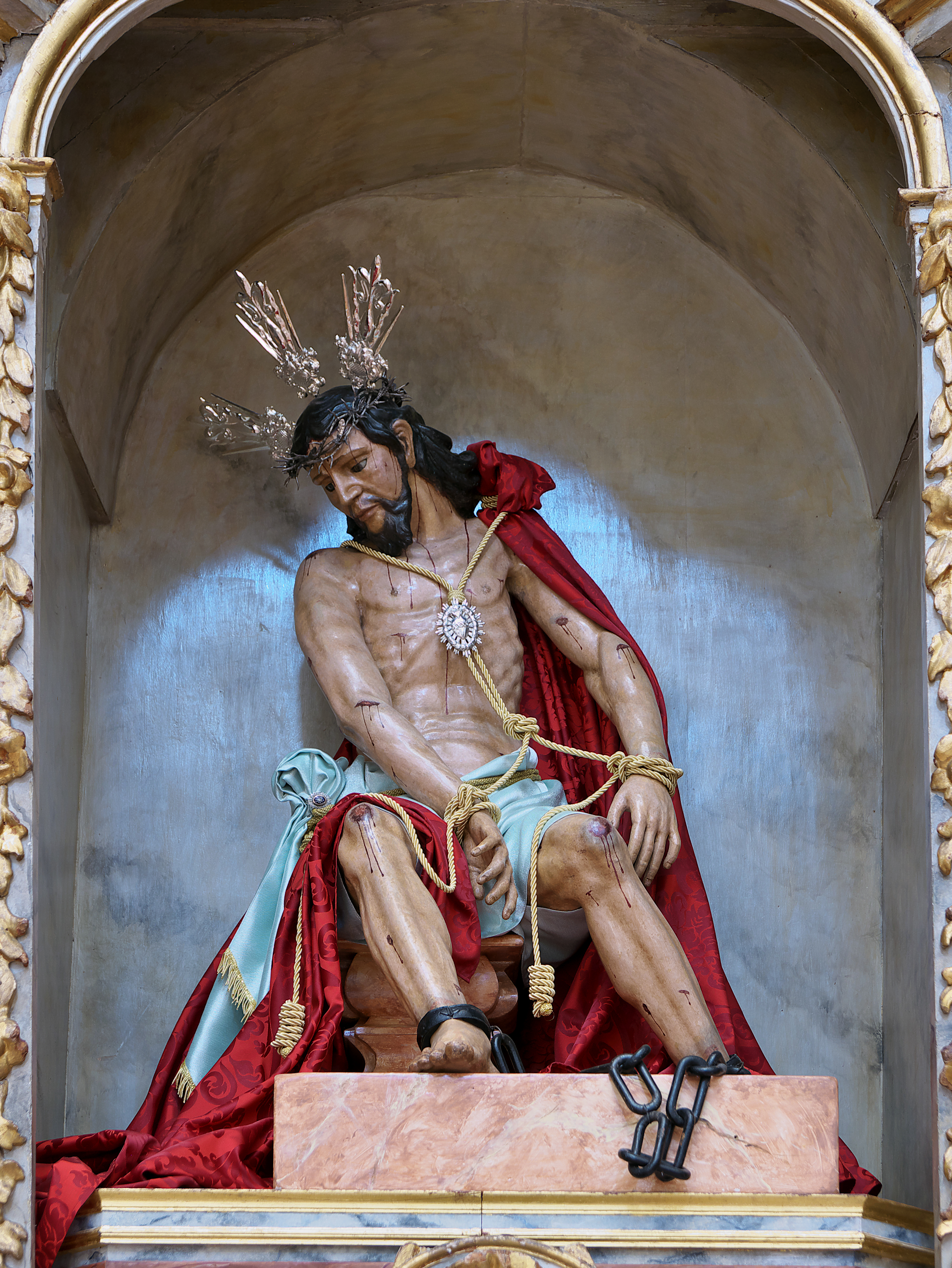
Nuestro Padre Jesús de las Cadenas

Su nombre completo es Real, Ilustre, Venerable y Capitular Hermandad Sacramental de Nuestra Señora de la Merced y Cofradía de Nazarenos de Nuestro Padre Jesús de las Cadenas, Santísimo Cristo de Jerusalén y Buen Viaje y María Santísima de los Dolores. Es conocida popularmente como la Hermandad de los Judíos. Tiene su sede en la Santa Iglesia Catedral de la Merced. Su fundación se remonta al año 1772, como Congregación de Siervos de María Stma. de los Dolores. Procesiona con tres pasos. En el primero el Cristo de las Cadenas, una obra anónima del siglo XVII acompañada por imágenes secundarias de Martín Lagares de 2015 que representan los momentos posteriores a la Coronación de Espinas, en concreto la burla de la soldadesca. En el segundo paso procesiona el Cristo de Jerusalén y Buen Viaje, un crucificado de autor anónimo del siglo XVII. En el paso de palio, un conjunto íntegro del afamado bordador Juan Manuel Rodríguez Ojeda, procesiona la Virgen de los Dolores, una obra anónima, atribuida a Jacome Vacaro, de la segunda mitad del siglo XVIII.

### Madrugá

#### Hermandad del Nazareno

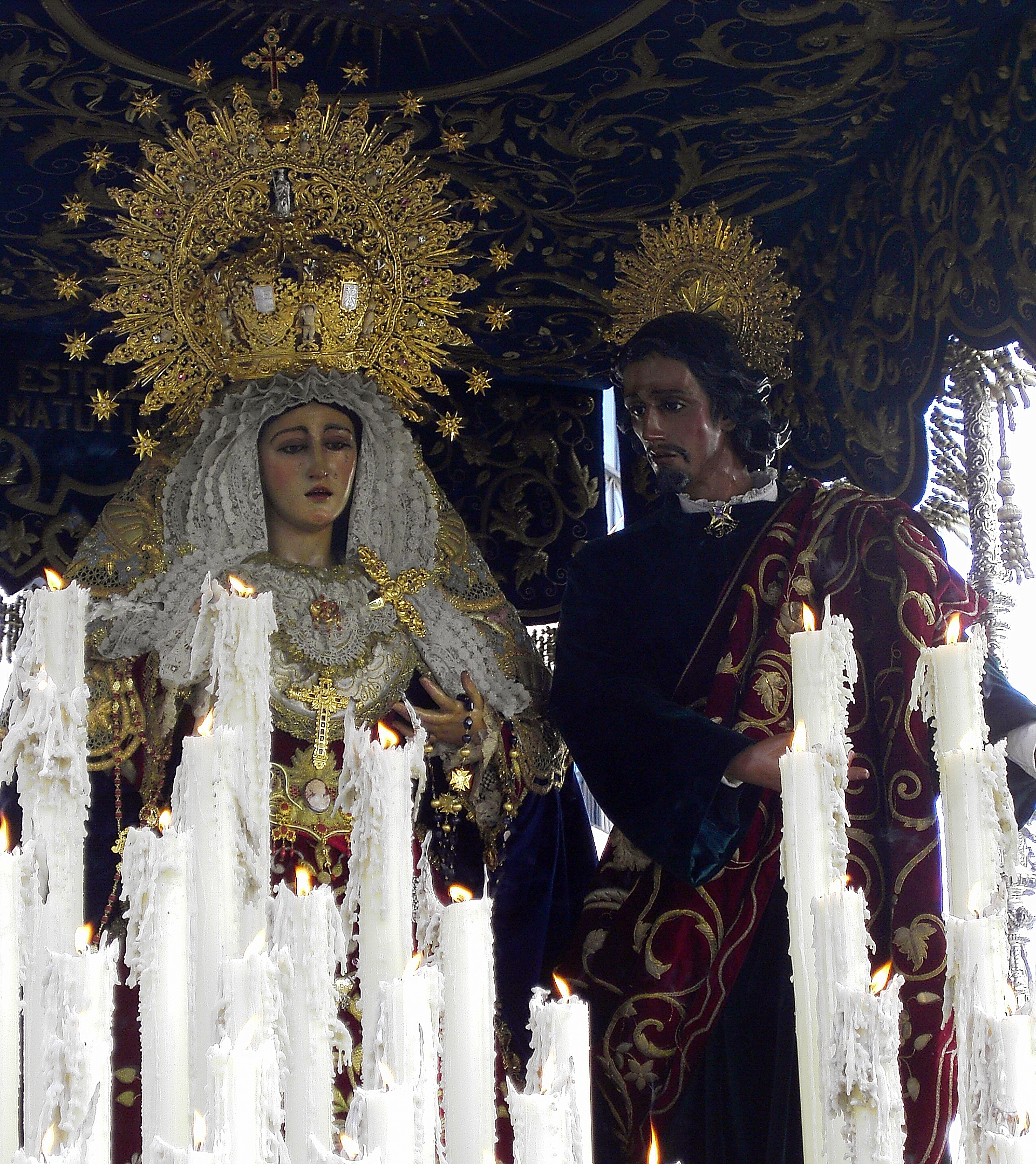
María Santísima de la Amargura

Muy Antigua, Venerable y Real Hermandad de Penitencia y Cofradía de Nazarenos de Nuestro Padre Jesús Nazareno, Santa Cruz en Jerusalén, María Santísima de la Amargura, San Juan Evangelista y San Francisco de Paula. 
Fue fundada en 1583 en el desaparecido Convento de la Victoria. En 1836 tiene que cambiar su sede canónica debido a la clausura de este convento con motivo de la desamortización de Mendizábal, trasladándose a la Parroquia de la Inmaculada Concepción, sede de la hermandad hasta nuestro días. Las primitivas imágenes fueron destruidas durante la Guerra Civil. El actual Jesús portando la cruz es obra de Sebastián Santos Rojas de 1950. Fue restaurado por Enrique Gutiérrez Carrasquilla en 2005. Cuenta con una imagen de Simón de Cirene obra de Elías Rodríguez Picón de 2000. La Virgen de la Amargura es obra de Ramón Chaveli de 1938 y fue restaurada por Gutiérrez Carrasquilla en 2005. El apóstol San Juan Evangelista es obra de Tomás Chaveli Gilbert de 1939 y fue restaurado por Gutiérrez Carrasquilla en 2005.

### Viernes Santo

#### Hermandad de la Fe
Ilustre Hermandad de Penitencia y Cofradía de Apostolado del Santísimo Cristo de la Fe y María Santísima de la Caridad. 
Fue fundada en 1988 y tiene su sede en la Parroquia de Santa María Madre de la Iglesia, de barrio de Viaplana. El Cristo de la Fe es un crucificado obra de Antonio León Ortega en 1975. Acompañan al Cristo varias figuras: María Magdalena es obra de Elías Rodríguez Picón de 2004 y José de Arimatea, Nicodemo y dos centuriones romanos son obra de José María Leal de entre 2010 y 2011. Representando en el momento en que los romanos dan orden de bajar al señor de la cruz. El cristo d la fe también va acompañado de nuestra señora la virgen de la cariad realizada por José Méndez González. Esta hermandad es también reconocida por ser la única del Viernes Santo que va acompañada de música "alegre".

#### Hermandad del Descendimiento

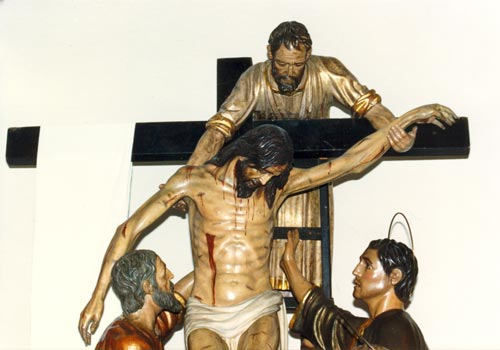
El Descendimiento (1952) de León Ortega)

Hermandad de Penitencia y Cofradía de Nazarenos del Sagrado Descendimiento de Nuestro Señor Jesucristo, Nuestra Señora del Calvario, San Juan Evangelista y María Santísima en la Resignación de sus Dolores. 
Fue fundada en 1951 y tiene su sede en la parroquia de San Pedro. El paso de misterio del Descendimiento muestra a José de Arimatea, Nicodemo, el apóstol Juan, María Magdalena y la Virgen del Calvario bajando de la cruz el cuerpo difunto de Jesús. Todas las figuras fueron realizadas por Antonio León Ortega entre 1952 y 1953. En el paso de palio procesiona la Virgen de la Resignación, realizada por Antonio León Ortega en 1952. Luis Álvarez Duarte la restauró y le realizó nuevas manos en 1995.

#### Hermandad del Santo Entierro

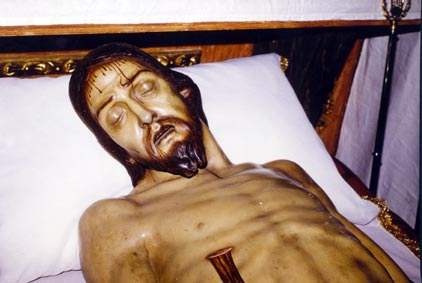
Cristo Yacente (cuerpo de León Ortega y cabeza de autor desconocido)

Antigua, Real e Ilustre Hermandad del Santo Entierro de Cristo, Nuestra Señora de las Angustias y María Santísima de la Soledad. 

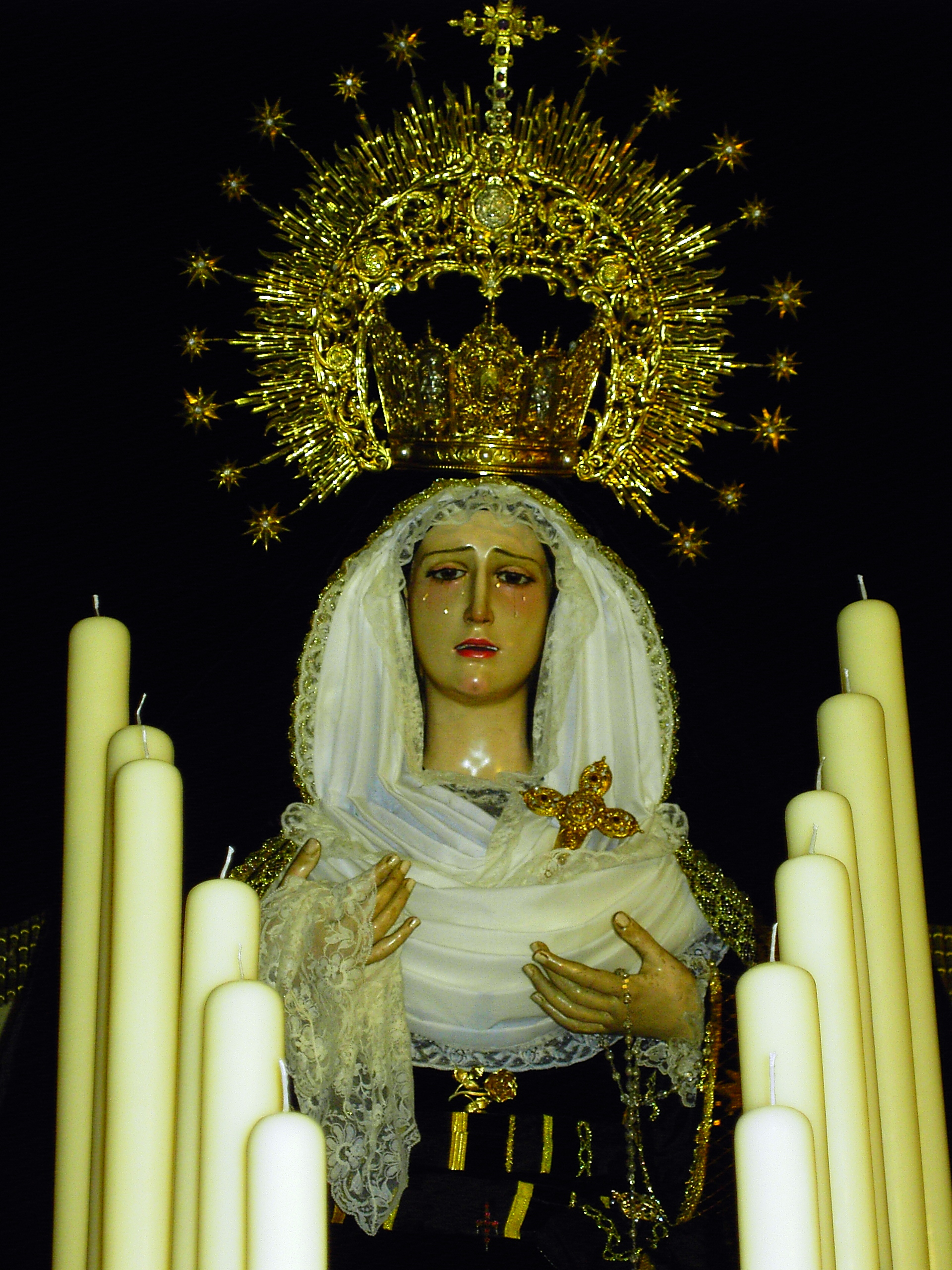
Soledad de María, titular de la Hermandad del Santo Entierro

Tiene su sede en la ermita de la Soledad. Se desconoce la fecha de su fundación, pero ya existía en el siglo XVI. La Virgen de las Angustias se representa sosteniendo el cuerpo de Cristo. Es obra de Antonio León Ortega de 1958. El Cristo enterrado en el sepulcro tiene una cabeza datada entre los siglos XVI y XVII aunque el cuerpo fue realizado por Antonio León Ortega en 1943. La Virgen de la Soledad, que procesiona bajo palio, es obra de León Ortega en 1944.

#### Hermandad de la Soledad
Real e Ilustre Hermandad de Penitencia y Cofradía de Nazarenos de Nuestra Señora en su Soledad.
Tiene su sede en la iglesia de la Purísima Concepción. Fue fundada en 1937 como filial de la Hermandad del Nazareno. En 1944 se constituye como una hermandad independiente. La Virgen de la Soledad se encuentra en su paso de espaldas a la cruz y sostiene en sus manos los clavos y la corona de espinas. La Virgen es de autor anónimo, atribuida al escultor antequerano Antonio del Castillo, hacia finales del siglo XVII.

### Domingo de Resurrección

#### Hermandad de la Resurrección
Hermandad de la Sagrada Resurrección de Nuestro Señor Jesucristo y María Santísima de la Luz
Tiene su sede en la Parroquia de Nuestra Señora del Pilar, en el barrio de la Hispanidad, y fue fundada en 1996 por D. Alfonso Fernández Piñero. El primer paso representa la resurrección de Cristo, obra de Elías Rodríguez Picón de 2003, ante unos sorprendidos soldados romanos que completarán el futuro paso de misterio. La imagen de la Virgen de la Luz, obra también de Rodríguez Picón del año 2001, no procesiona todavía. A pesar de no realizar estación de penitencia por la Carrera Oficial, pone el broche final a las procesiones de Semana Santa de la capital.

## Agrupaciones Parroquiales y Hermandades no agrupadas

### Asociación Parroquial Sacraméntal de Nuestro Padre Jesús del Soberano Poder en su Divina Misericordia, María Santísima de la Esperanza Trinidad, San Judas Tadeo, Santiago Apóstol y Divina Pastora de las Almas
Actualmente en paradero desconocido, con la Virgen de la Esperanza Trinidad en veneración pública en un oratorio privado.

### Grupo de Devotos del Santo Cristo Varón de Dolores, Santa María de la Antigua y Santa Vera Cruz

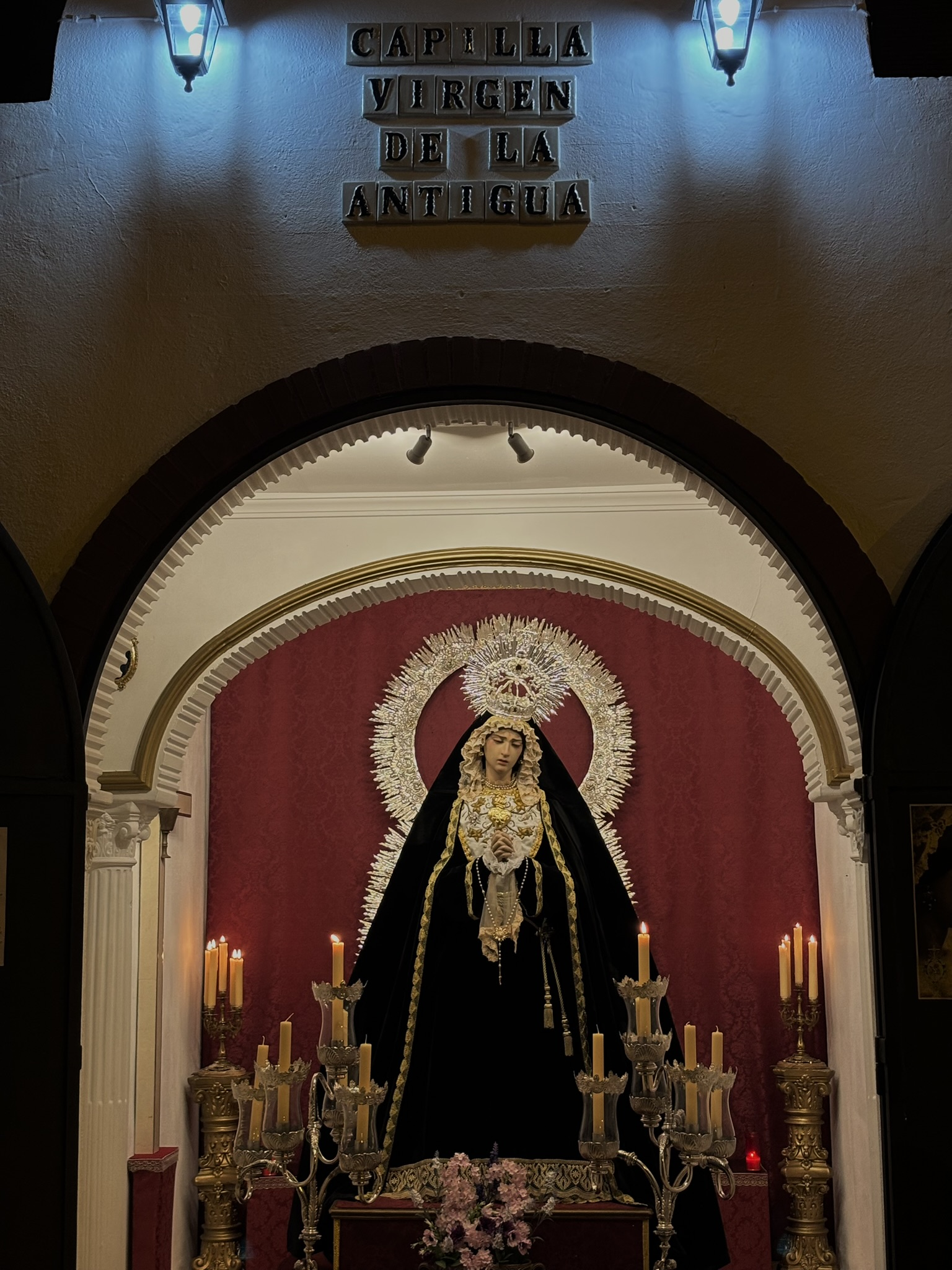
Santa María de la Antigua, Huelva

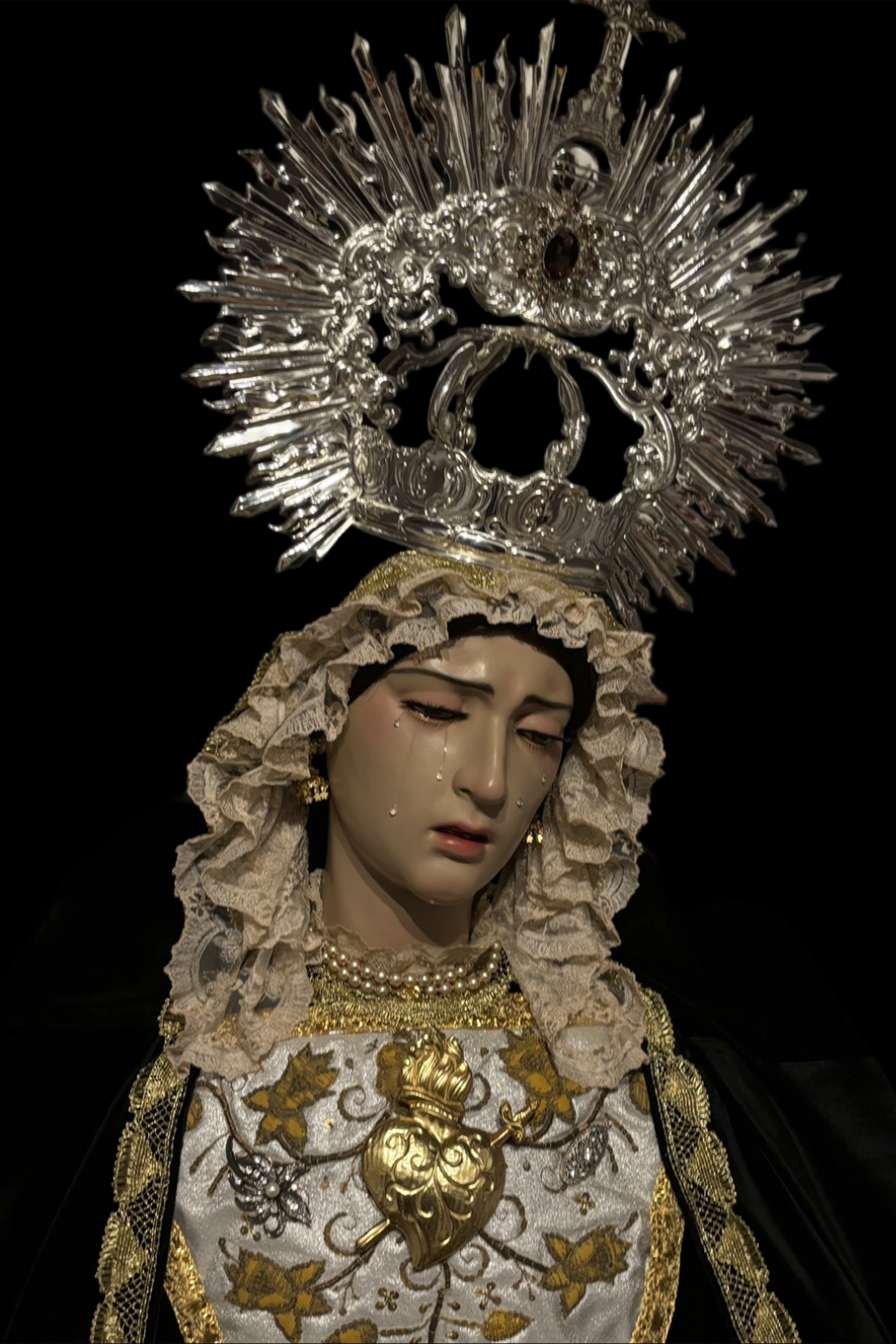
Santa María de la Antigua, Huelva

Surgió como una iniciativa de un grupo de jóvenes con profundas inquietudes espirituales y un fuerte compromiso con las tradiciones religiosas y culturales. El grupo comenzó organizándose en reuniones informales en una casa particular ubicada en el Polígono San Sebastián, donde se compartieron ideas y se discutía la viabilidad del proyecto. 
Durante dos años trabajaron con ilusión en la Parroquia de San José Obrero, construyendo el proyecto de hermandad y fomentando la devoción en torno a la advocación de la Virgen, organizaron diversas actividades, promovieron cultos y de las más importantes labores, propusieron la restauración del que iba a formar parte como titular del proyecto de Hermandad, una talla de San José, de los talleres de Olot, con una antigüedad superior a un siglo.Sin embargo, la falta de apoyo del párroco obligó a buscar nuevos horizontes. 
Tras la llegada de la imagen de la Virgen, el mes de mayo de 2023, ésta estuvo en la misma casa particular donde el grupo comenzó a organizarse durante un breve período de tiempo. Meses más tarde, en octubre, la Virgen sería trasladada al Convento de las Madres Agustinas, donde estuvo aguardada cinco meses por las Hermanas Agustinas en un Salón de Visitas en el interior del Convento. 
El 22 de diciembre se logró la cesión de una capilla callejera ubicada en la plaza de las Soleares, un espacio que albergaba una imagen de la Santa Cruz y que permaneció en estado de abandono y deterioro durante más de quince años. Dos meses después, la imagen de Santa María de la Antigua abandonaría el interior del Convento de las Madres Agustinas para ser trasladada a esta capilla, que desde entonces pasó a ser conocida como Capilla Virgen de la Antigua. Tras casi dos décadas cerrada, la capilla reabrió sus puertas para recibir a la Virgen en un Solemne Besamanos Extraordinario con motivo de su llegada, marcando un hito en la revitalización del lugar y en la vida devocional del barrio del polígono San Sebastián.
Entre sus actividades, destacan los cultos en honor a la Virgen, celebrados anualmente en una fecha cercana a la festividad de la Candelaria, en torno al 10 de febrero, en conmemoración de su llegada a este emblemático espacio. También, durante el mes de mayo, se realizan una serie de actividades y cultos en honor a la Santa Cruz.
Hoy en día, este Grupo de Devotos, comprometidos a ser futura Hermandad en nómina, es un símbolo de perseverancia, fe y trabajo en equipo, recordando que las inquietudes de un grupo de jóvenes pueden convertirse en un legado que perdure a lo largo del tiempo.
Como dato curioso, cabe mencionar que actualmente existe un proyecto en marcha para la construcción de una nueva capilla de mayores dimensiones en la misma Plaza de las Soleares, donde se ubica la Capilla Virgen de la Antigua. Este ambicioso proyecto busca responder a las crecientes necesidades de espacio derivadas de la devoción a Santa María de la Antigua, ofreciendo un lugar más amplio y adecuado para acoger tanto a los fieles como a las distintas celebraciones litúrgicas que se organicen en su honor.

## Pregoneros de la Semana Santa de Huelva
| 1945                           | 1965                             | 1985                          | 2005                          |
| Domingo Manfredi Cano          | Guillermo Alonso del Real        | Rvdo. José A. Díaz Roca       | Rafael Prada Sierra           |
| 1946 utura f                   | 1966                             | 1986                          | 2006                          |
| Gregorio Romero Vicient        | Manuel Marin Delgado             | Francisco Llonis Santiago     | Manuel Gómez Beltrán          |
| 1947                           | 1967                             | 1987                          | 2007                          |
| Domingo Manfredi Cano          | Francisco Montero Galvache       | Rvdo. Carlos Núñez Vega       | Eduardo Fernández Jurado      |
| 1948                           | 1968                             | 1988                          | 2008                          |
| José Cádiz Salvatierra         | Rvdmo. José M. Cirarda Lachiondo | Juan José Redondo Martín      | José Luis Pons Sepúlveda      |
| 1949                           | 1969                             | 1989                          | 2009                          |
| Diego Figueroa Poyato          | Rafael Caballero Bonald          | Francisco Garfias López       | Esther Bazán Gasch            |
| 1950                           | 1970                             | 1990                          | 2010                          |
| Diego Figueroa Poyato          | Jesús de las Cuevas Velázquez    | Rvdo. Antonio Bueno Montes    | Fernando Vergel Araújo        |
| 1951                           | 1971                             | 1991                          | 2011                          |
| ----                           | ----                             | Antonio Cano Pérez            | Rafael García Wakelin         |
| 1952                           | 1972                             | 1992                          | 2012                          |
| Luis Morales Oliver            | Juan José Domínguez Jiménez      | José María Segovia Azcarate   | Fernando de la Torre Suárez   |
| 1953                           | 1973                             | 1993                          | 2013                          |
| ----                           | Juan Mora Ortega                 | Vicente Quiroga Juanes        | José Antonio Vieira Roldán    |
| 1954                           | 1974                             | 1994                          | 2014                          |
| Juan Gorostidi Alonso          | Joaquín Maján López              | Gustavo Castillo Rey          | Manuel Romeu Martín           |
| 1955                           | 1975                             | 1995                          | 2015                          |
| Enrique López Márquez          | Hermenegildo de la Corte Mora    | Manuel Romeu Martín           | Ignacio Molina Maqueda        |
| 1956                           | 1976                             | 1996                          | 2016                          |
| Antonio Segovia Moreno         | Manuel García Ceballos           | Antonio Mata Sánchez          | José A. González Fernández    |
| 1957                           | 1977                             | 1997                          | 2017                          |
| José Luis de la Rosa Domínguez | Antonio Segovia Moreno           | Antonio Bayo Benítez          | Manuel Marin de Vicente-Tutor |
| 1958                           | 1978                             | 1998                          | 2018                          |
| Alfonso Cruz Auñón             | Manuel Peral Banda               | Antonio Fernández Jurado      | Juan León Lozano              |
| 1959                           | 1979                             | 1999                          | 2019                          |
| Eduardo Fernández Contioso     | Alfonso Garrido Ávila            | Enrique Seijas Muñoz          | Manuel J. Rodríguez Redondo   |
| 1960                           | 1980                             | 2000                          | 2020                          |
| Juan Cerisola Rojas            | José Antonio Mancheño Jiménez    | Eduardo Sugrañes Gómez        | ----                          |
| 1961                           | 1981                             | 2001                          | 2021                          |
| Rafael Manzano González        | Domingo Manfredi Cano            | Juan de Mata Rodrigo Moro     | Eduardo Sugrañes Gómez        |
| 1962                           | 1982                             | 2002                          |                               |
| Francisco Garfias López        | Eduardo Fernández Jurado         | Manuel Marin Delgado          |                               |
| 1963                           | 1983                             | 2003                          |                               |
| Diego Díaz Hierro              | Rafael Román Pantrigo            | Manuel Jesús Montes Domínguez |                               |
| 1964                           | 1984                             | 2004                          |                               |
| José María Segovia Azcarate    | Rafael Díaz Mantis               | Rvdo. José M. Barral Martín   |                               |

## Grupos y bandas de música

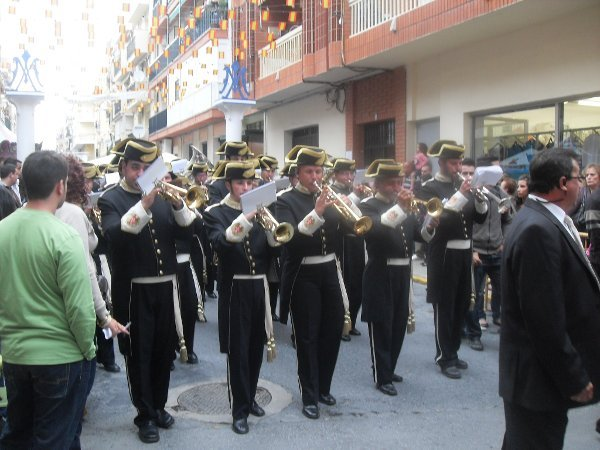
A.M. Cristo del Amor (La Cena)

Los grupos musicales que participan en la Semana Santa onubense son (Imágenes desactualizadas): 
AGRUPACIÓN MUSICAL
- AM Santísimo Cristo del Amor: Perteneciente a la Hermandad de la Sagrada Cena.
- AM Santa Cruz: Guarda una estrecha vinculación con la Hermandad del Perdón.

BANDA DE CORNETAS Y TAMBORES
- BCT Santísimo Cristo de la Expiración (Salud y Esperanza): Nacida de la fusión entre la antigua BCT de la Salud y la BCT Cristo de la Expiración en 2019. Pertenecen a la Hermandad de la Esperanza.
- BCT Nuestro Padre Jesús Nazareno: Siendo originariamente AM pasó a ser BCT teniendo gran éxito publicando hasta tres discos propios. Pertenecen a la Hermandad del Nazareno
- BCT Jesús de la Humildad: Antiguamente desaparecida y refundada en 2019 de la fusión de la Hermandad de la Victoria con la BCT la Merced.

BANDA MUSICAL
- Banda de Música Nuestra Señora de la Cinta
- Banda de Música Nuestra Señora de la Consolación
- Banda Municipal de Huelva
- Banda de Música Ciudad de Huelva

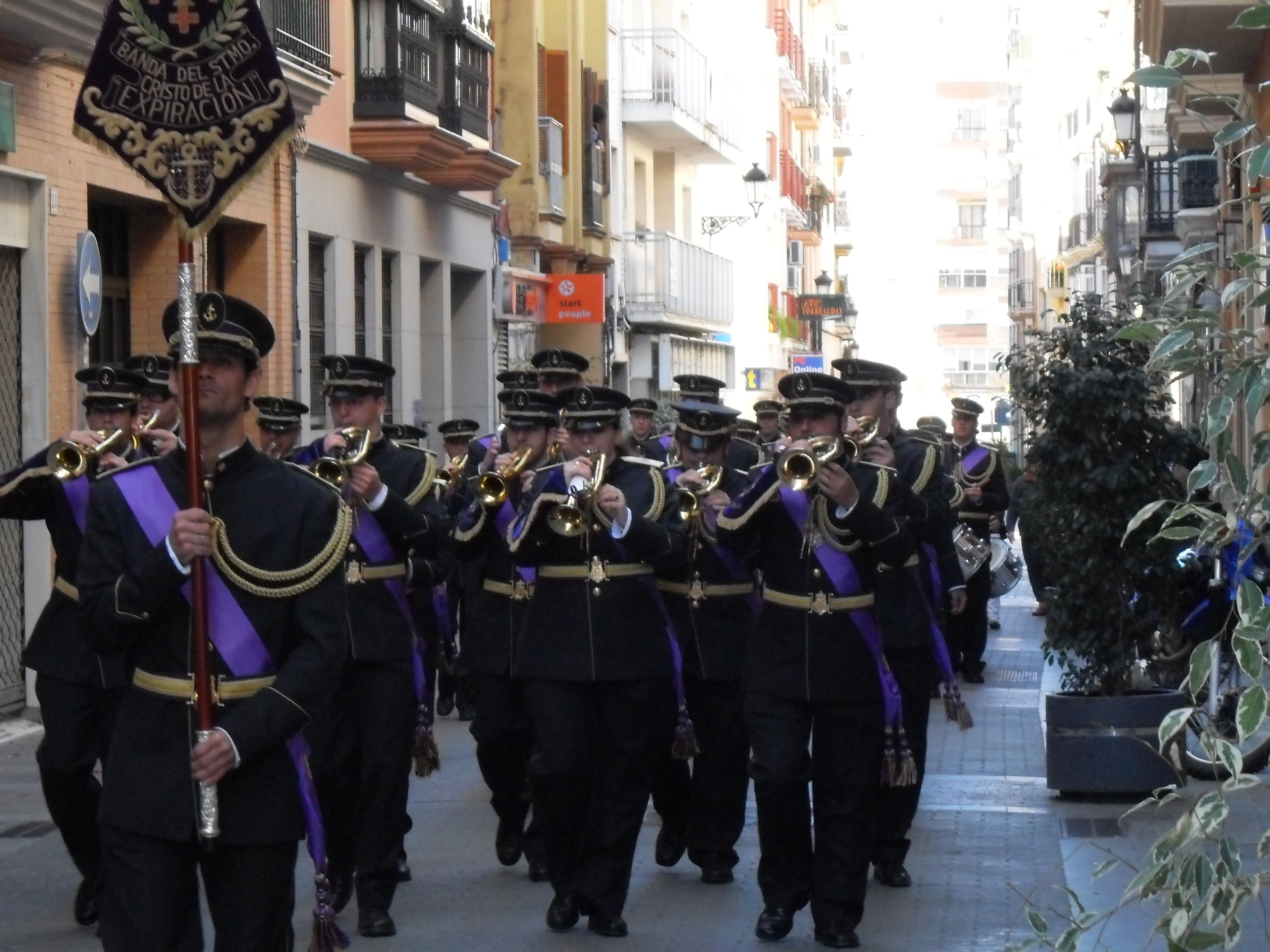
BCT Stmo. Cristo de la Expiración.
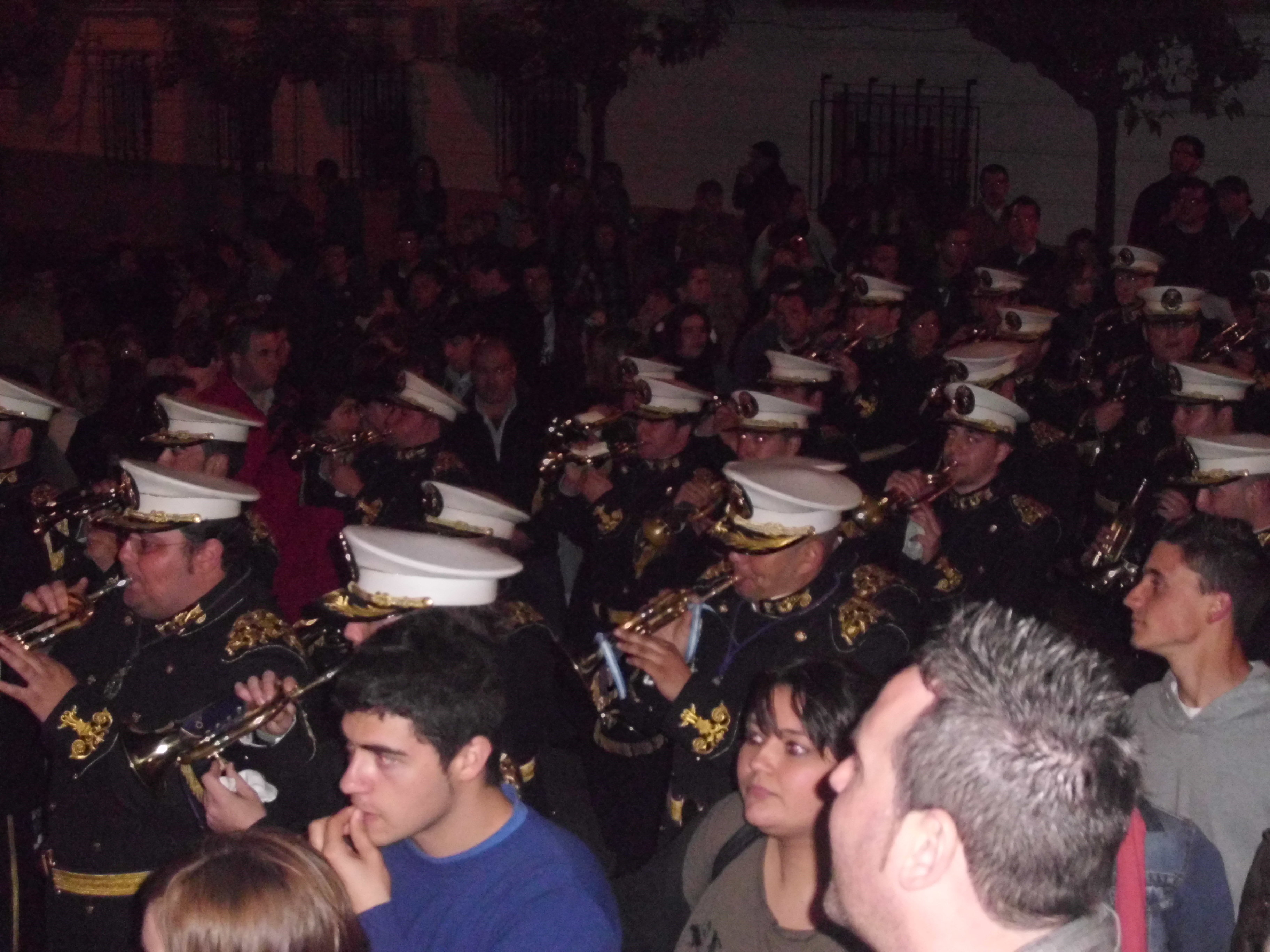
BCT Jesús Nazareno.
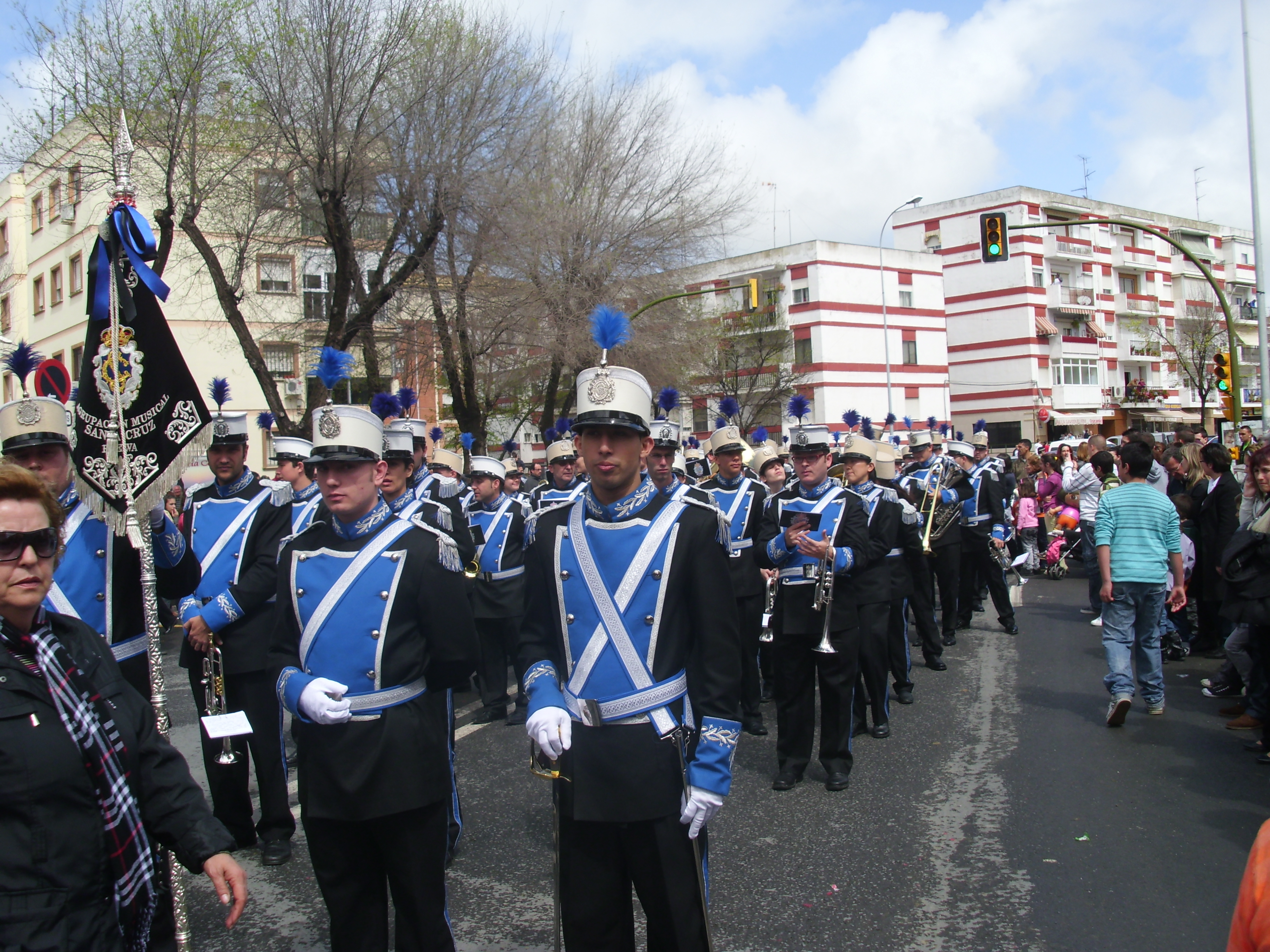
AM Lignum Crucis (Santa Cruz).